# Elezioni parlamentari negli Stati Uniti d'America del 2002
Le elezioni parlamentari negli Stati Uniti d'America del 2002 si tennero il 5 novembre per l'elezione del 108º Congresso, e costituirono elezioni di metà mandato nel corso della prima presidenza di George W. Bush, eletto nel 2000. Furono rinnovate l'intera Camera dei rappresentanti e 34 componenti del Senato, ossia tutti i seggi appartenenti alla Classe 2 e un'elezione speciale; i repubblicani conquistarono il controllo dell'intero Congresso, conquistando maggiori seggi sia alla Camera che al Senato, e George W. Bush fu il primo presidente a partire da Franklin D. Roosevelt nel 1934 a ottenere più seggi in entrambe le camere del Congresso. Le elezioni si tennero circa 14 mesi dopo gli attentati dell'11 settembre 2001, pertanto le elezioni furono nettamente sorpassate in visibilità dalla guerra al terrorismo.
I repubblicani conquistarono due seggi in più al Senato, e ripresero pertanto il controllo della camera che avevano perso nel 2001 dopo che il senatore Jim Jeffords aveva lasciato il Partito Repubblicano. I repubblicani conquistarono anche otto seggi in più alla Camera, e questa divenne una delle tre elezioni di metà mandato in cui il partito del presidente non perse alcun seggio in nessuna delle due camere (le altre furono nel 1934 e 1998). Furono le seste elezioni di metà mandato in cui il partito presidenziale aumentò i suoi seggi alla Camera, dopo le elezioni del 1814, 1822, 1902, 1934 e 1998. Insieme alle elezioni senatoriali del 1914, 1934, 1962, 1970, 2018 e 2022, questa fu la settima di otto volte in cui il partito presidenziale ottenne più seggi alle elezioni di metà mandato sin dall'approvazione del XVII emendamento.
Quelle del 2002 furono le uniche elezioni della storia in cui il partito presidenziale conquistò una camera del Congresso durante una elezione di metà mandato, ed è l'elezione di metà mandato più recente in cui il partito presidenziale non ha perso il controllo di almeno una camera del Congresso, e in cui un partito politico ha mantenuto il controllo di tutti e tre i rami del potere (Camera, Senato e Presidenza).

## Senato
Vennero sottoposti ad elezione 34 seggi, quelli della Classe 2, corrispondenti ad altrettanti senatori. Prima delle elezioni, i Democratici avevano una maggioranza 51-49, con un Indipendente che votava con loro, ma questa si ridusse a una situazione 50-49-1 a seguito della morte del democratico Paul Wellstone e la nomina di un senatore del Partito dell'Indipendenza del Minnesota al suo posto. I Repubblicani riuscirono a mantenere tutti i loro seggi, e a conquistare quello che era detenuto dal Partito dell'Indipendenza del Minnesota; sconfissero anche 2 Democratici, mentre i Democratici riuscirono a sconfiggere un solo Repubblicano. Dopo le elezioni, i Repubblicani ebbero un saldo positivo di due seggi, mentre i Democratici ne persero uno.
Dopo queste elezioni il Partito Repubblicano ottenne la maggioranza al Senato (51 senatori contro 48 Democratici ed 1 indipendente).

### Livello federale
| Partiti | Partiti                     | Voti       | %      | Seggi        | Seggi    | Seggi    | Seggi         | Seggi   |  |
| Partiti | Partiti                     | Voti       | %      | Pre elezioni | In palio | Ottenuti | Post elezioni | +/-     |  |
| ------- | --------------------------- | ---------- | ------ | ------------ | -------- | -------- | ------------- | ------- |  |
|         | Repubblicano                | 21 566 016 | 49,9   | 49           | 20       | 22       | 51            | 2       |  |
|         | Democratico                 | 19 873 164 | 46,0   | 49           | 13       | 12       | 48            | 1       |  |
|         | Independence-Alliance Party | 45 139     | 0,1    | 1            | 1        | 0        | 0             | 1       |  |
|         | Indipendente                | 343 625    | 0,8    | 1            | 0        | 0        | 1             | Stabile |  |
|         |                             |            |        |              |          |          |               |         |  |
| Totale  | Totale                      | 41 827 944 | 100,00 | 100          | 34       | 34       | 100           | Stabile |  |

### Dettaglio per stato
Di seguito il riepilogo delle elezioni relative ai 33 seggi del Senato:
     Democratico
     Repubblicano
     Passa a repubblicano
     Passa a democratico
| Stato                | Senatore uscente      | Democratici                  | Repubblicani                  | Altri                                                                              | Senatore eletto      |
| -------------------- | --------------------- | ---------------------------- | ----------------------------- | ---------------------------------------------------------------------------------- | -------------------- |
| Alabama              | Jeff Sessions (R)     | Susan Parker - 39,8%         | Jeff Sessions - 58,6%         | Jeff Allen (L) - 1,5%                                                              | Jeff Sessions (R)    |
| Alaska               | Ted Stevens (R)       | Frank J. Vondersaar - 11,0%  | Ted Stevens - 78,0%           | Jim Sykes (V) - 8,0% Jim Dore (I) - 3,0% Leonard Karpinski (L) - 1,0%              | Ted Stevens (R)      |
| Arkansas             | Tim Hutchinson (R)    | Mark Pryor - 53,9%           | Tim Hutchinson - 46,1%        |                                                                                    | Mark Pryor (D)       |
| Carolina del Nord    | Jesse Helms (R)       | Erskine Bowles - 45,0%       | Elizabeth Dole - 53,6%        | Sean Haugh (L) - 1,5%                                                              | Kay Hagan (R)        |
| Carolina del Sud     | Strom Thurmond (R)    | Alex Sanders - 44,2%         | Lindsey Graham - 54,4%        | Ted Adams (C) - 0,8% Victor Kocher (L) - 0,6%                                      | Lindsey Graham (R)   |
| Colorado             | Wayne Allard (R)      | Tom Strickland - 45,8%       | Wayne Allard - 50,7%          | Doug Campbell (C) - 1,5% Rick Stanley (L) - 1,5% John Heckman - 0,5%               | Wayne Allard (R)     |
| Dakota del Sud       | Tim Johnson (D)       | Tim Johnson - 49,6%          | John Thune - 49,5%            | Kurt Evans (L) - 0,9%                                                              | Tim Johnson (D)      |
| Delaware             | Joe Biden (D)         | Joe Biden - 58,2%            | Raymond J. Clatworthy - 40,8% | Maurice Barros (I) - 0,4% Raymond T. Buranello (L) - 0,4% Robert E. Mattson - 0,2% | Joe Biden (D)        |
| Georgia              | Max Cleland (D)       | Max Cleland - 45,9%          | Saxby Chambliss - 52,7%       | Claude Thomas (L) - 1,4%                                                           | Saxby Chambliss (R)  |
| Idaho                | Larry Craig (R)       | Alan Blinken - 33,0%         | Larry Craig - 65,0%           | Donovan Bramwell (L) - 2,0%                                                        | Larry Craig (R)      |
| Illinois             | Dick Durbin (D)       | Dick Durbin - 60,3%          | Jim Durkin - 38,0%            | Steven Burgauer (L) - 1,6%                                                         | Dick Durbin (D)      |
| Iowa                 | Tom Harkin (R)        | Greg Ganske - 43,8%          | Tom Harkin - 54,2%            | Tim Harthan (V) - 1,1% Richard J. Moore (L) - 0,9%                                 | Tom Harkin (R)       |
| Kansas               | Pat Roberts (R)       | -                            | Pat Roberts - 82,5%           | Steven A. Rosile (L) - 9,1% George Cook (R) - 8,4%                                 | Pat Roberts (R)      |
| Kentucky             | Mitch McConnell (R)   | Lois Combs Weinberg - 35,3%  | Mitch McConnell - 64,7%       |                                                                                    | Mitch McConnell (R)  |
| Louisiana            | Mary Landrieu (D)     | Mary Landrieu - 51,7%        | Suzanne Haik Terrell - 48,3%  |                                                                                    | Mary Landrieu (D)    |
| Maine                | Susan Collins (R)     | Chellie Pingree - 41,6%      | Susan Collins - 58,4%         |                                                                                    | Susan Collins (R)    |
| Massachusetts        | John Kerry (D)        | John Kerry - 72,3%           | -                             | Michael E. Cloud (L) - 16,6%                                                       | John Kerry (D)       |
| Michigan             | Carl Levin (D)        | Carl Levin - 60,6%           | Rocky Raczkowski - 37,9%      | Eric Borregard (V) - 0,8% John S. Mangopoulos (R) - 0,4% Doug Dern - 0,3%          | Carl Levin (D)       |
| Minnesota            | Dean Barkley (I)      | Walter Mondale - 47,3%       | Norm Coleman - 49,5%          | Jim Moore (I) - 2,0% Altri - 1,0%                                                  | Norm Coleman (R)     |
| Mississippi          | Thad Cochran (R)      | -                            | Thad Cochran - 85,6%          | Shawn O'Hara (R) - 15,4%                                                           | Thad Cochran (R)     |
| Montana              | Max Baucus (D)        | Max Baucus - 62,7%           | Mike Taylor - 31,7%           | Stan Jones (L) - 3,2% Bob Kelleher (V) - 2,3%                                      | Max Baucus (D)       |
| Nebraska             | Chuck Hagel (R)       | Charlie A. Matulka - 14,6%   | Chuck Hagel - 82,8%           | John J. Graziano (L) - 1,5% Phil Chase (I) - 1,1%                                  | Chuck Hagel (R)      |
| New Hampshire        | Bob Smith (R)         | Jeanne Shaheen - 46,4%       | John E. Sununu - 50,8%        | Ken Blevens (L) - 2,2%                                                             | John E. Sununu (R)   |
| New Jersey           | Robert Torricelli (D) | Frank Lautenberg - 53,9%     | Douglas Forrester - 44,0%     | Ted Glick (V) - 1,2% Altri - 1,0%                                                  | Frank Lautenberg (D) |
| Nuovo Messico        | Pete Domenici (R)     | Gloria Tristani - 35,0%      | Pete Domenici - 65,0%         |                                                                                    | Pete Domenici (R)    |
| Oklahoma             | Jim Inhofe (R)        | David Walters - 36,3%        | Jim Inhofe - 57,3%            | James Germalic (I) - 6,4%                                                          | Jim Inhofe (R)       |
| Oregon               | Gordon Smith (R)      | Bill Bradbury - 39,6%        | Gordon Smith - 56,2%          | Dan Fitzgerald (L) - 2,4% Lon Mabon (C) - 1,7%                                     | Gordon Smith (R)     |
| Rhode Island         | Jack Reed (D)         | Jack Reed - 78,4%            | Robert Tingle - 21,6%         | -                                                                                  | Jack Reed (D)        |
| Tennessee            | Fred Thompson (R)     | Bob Clement - 44,0%          | Lamar Alexander - 54,0%       |                                                                                    | Lamar Alexander (R)  |
| Texas                | Phil Gramm (R)        | Ron Kirk - 43,3%             | John Cornyn - 55,3%           | Scott Jameson (L) - 0,8% Roy H. Williams (V) - 0,6%                                | John Cornyn (R)      |
| Virginia             | John Warner (R)       | -                            | John Warner - 82,6%           | Nancy Spannaus (I) - 9,7% Jacob Hornberger (I) - 7,1%                              | John Warner (R)      |
| Virginia Occidentale | Jay Rockefeller (D)   | Jay Rockefeller - 63,1%      | Jay Wolfe - 36,9%             |                                                                                    | Jay Rockefeller (D)  |
| Wyoming              | Mike Enzi (R)         | Joyce Jansa Corcoran - 27,0% | Mike Enzi - 73,0%             |                                                                                    | Mike Enzi (R)        |

### Elezioni speciali
Di seguito il riepilogo delle elezioni speciali relative a seggi del Senato di classe 1, svoltesi nella data del 5 novembre 2002.
     Democratico
     Passa a repubblicano
| Stato    | Senatore uscente  | Democratici           | Repubblicani       | Altri                                                | Senatore eletto |
| -------- | ----------------- | --------------------- | ------------------ | ---------------------------------------------------- | --------------- |
| Missouri | Jean Carnahan (D) | Jean Carnahan - 48,7% | Jim Talent - 49,8% | Tamara A. Millay (L) - 1,0% Daniel Romano (V) - 0,6% | Jim Talent (R)  |

## Camera dei rappresentanti
Nelle elezioni per Camera dei Rappresentanti il Partito Repubblicano aumentò il numero dei propri deputati di otto unità, a spese del Partito Democratico, che ne perse sette, fatto non frequente per il partito del Presidente durante le elezioni di metà mandato.
Prima delle elezioni i repubblicani contavano 221 deputati contro i 212 democratici e 2 indipendenti; la nuova Camera fu costituita da 229 repubblicani e 205 democratici, più 1 indipendente. La Camera rimase pertanto repubblicana, come il Senato.

### Livello federale
| Partiti                                          | Partiti      | Voti       | Voti   | Voti | Seggi | Seggi | Seggi   | Seggi  |
| Partiti                                          | Partiti      | Voti       | %      | Var. | 2000  | 2002  | +/−     | %      |
| ------------------------------------------------ | ------------ | ---------- | ------ | ---- | ----- | ----- | ------- | ------ |
|                                                  | Repubblicano | 37 332 552 | 50,0%  | 2,4% | 221   | 229   | 8       | 52,6%  |
|                                                  | Democratico  | 33 795 885 | 45,2%  | 1,9% | 212   | 205   | 7       | 47,1%  |
|                                                  | Libertario   | 1 050 776  | 1,4%   | 0,2% | -     | -     | -       | -      |
|                                                  | Indipendente | 398 398    | 0,5%   | 0,2% | 2     | 1     | 1       | 0,2%   |
|                                                  | Verde        | 297 187    | 0,4%   | 0,1% | -     | -     | -       | -      |
|                                                  | Costituzione | 129 748    | 0,2%   | 0,1% | -     | -     | -       | -      |
|                                                  | Altri        | 1 702 009  | 2,3%   | 0,4% | -     | -     | -       | -      |
| Totale                                           | Totale       | 74 706 555 | 100,0% | -    | 435   | 435   | Stabile | 100,0% |
| Fonte: Election Statistics - Office of the Clerk |              |            |        |      |       |       |         |        |

### Dettaglio per stato
| Stato                | Seggi totali | Democratici | Democratici | Repubblicani | Repubblicani | Indipendente | Indipendente |
| Stato                | Seggi totali | Seggi       | Var.        | Seggi        | Var.         | Seggi        | Var.         |
| -------------------- | ------------ | ----------- | ----------- | ------------ | ------------ | ------------ | ------------ |
| Alabama              | 7            | 2           | Stabile     | 5            | Stabile      | 0            | Stabile      |
| Alaska               | 1            | 0           | Stabile     | 1            | Stabile      | 0            | Stabile      |
| Arizona              | 8            | 2           | 1           | 6            | 1            | 0            | Stabile      |
| Arkansas             | 4            | 3           | Stabile     | 1            | Stabile      | 0            | Stabile      |
| California           | 53           | 33          | 1           | 20           | Stabile      | 0            | Stabile      |
| Carolina del Nord    | 13           | 6           | 1           | 7            | Stabile      | 0            | Stabile      |
| Carolina del Sud     | 6            | 2           | Stabile     | 4            | Stabile      | 0            | Stabile      |
| Colorado             | 7            | 2           | Stabile     | 5            | 1            | 0            | Stabile      |
| Connecticut          | 5            | 2           | Stabile     | 3            | 1            | 0            | Stabile      |
| Dakota del Nord      | 1            | 1           | Stabile     | 0            | Stabile      | 0            | Stabile      |
| Dakota del Sud       | 1            | 0           | Stabile     | 1            | Stabile      | 0            | Stabile      |
| Delaware             | 1            | 0           | Stabile     | 1            | Stabile      | 0            | Stabile      |
| Florida              | 25           | 7           | 1           | 18           | 3            | 0            | Stabile      |
| Georgia              | 13           | 5           | 2           | 8            | Stabile      | 0            | Stabile      |
| Hawaii               | 2            | 2           | Stabile     | 0            | Stabile      | 0            | Stabile      |
| Idaho                | 2            | 0           | Stabile     | 2            | Stabile      | 0            | Stabile      |
| Illinois             | 19           | 9           | 1           | 10           | Stabile      | 0            | Stabile      |
| Indiana              | 9            | 3           | 1           | 6            | Stabile      | 0            | Stabile      |
| Iowa                 | 5            | 1           | Stabile     | 4            | Stabile      | 0            | Stabile      |
| Kansas               | 4            | 1           | Stabile     | 3            | Stabile      | 0            | Stabile      |
| Kentucky             | 6            | 1           | Stabile     | 5            | Stabile      | 0            | Stabile      |
| Louisiana            | 7            | 3           | 1           | 4            | 1            | 0            | Stabile      |
| Maine                | 2            | 2           | Stabile     | 0            | Stabile      | 0            | Stabile      |
| Maryland             | 8            | 6           | 2           | 2            | 2            | 0            | Stabile      |
| Massachusetts        | 10           | 10          | Stabile     | 0            | Stabile      | 0            | Stabile      |
| Michigan             | 15           | 6           | 3           | 9            | 2            | 0            | Stabile      |
| Minnesota            | 8            | 4           | 1           | 4            | 1            | 0            | Stabile      |
| Mississippi          | 4            | 2           | 1           | 2            | Stabile      | 0            | Stabile      |
| Missouri             | 9            | 4           | Stabile     | 5            | Stabile      | 0            | Stabile      |
| Montana              | 1            | 0           | Stabile     | 1            | Stabile      | 0            | Stabile      |
| Nebraska             | 3            | 0           | Stabile     | 3            | Stabile      | 0            | Stabile      |
| Nevada               | 3            | 1           | Stabile     | 2            | 1            | 0            | Stabile      |
| New Hampshire        | 2            | 0           | Stabile     | 2            | Stabile      | 0            | Stabile      |
| New Jersey           | 13           | 7           | Stabile     | 6            | Stabile      | 0            | Stabile      |
| New York             | 29           | 19          | Stabile     | 10           | 2            | 0            | Stabile      |
| Nuovo Messico        | 3            | 1           | Stabile     | 2            | Stabile      | 0            | Stabile      |
| Ohio                 | 18           | 6           | 2           | 12           | 1            | 0            | Stabile      |
| Oklahoma             | 5            | 1           | Stabile     | 4            | 1            | 0            | Stabile      |
| Oregon               | 5            | 4           | Stabile     | 1            | Stabile      | 0            | Stabile      |
| Pennsylvania         | 19           | 7           | 3           | 12           | 1            | 0            | Stabile      |
| Rhode Island         | 2            | 2           | Stabile     | 0            | Stabile      | 0            | Stabile      |
| Tennessee            | 9            | 5           | 1           | 4            | 1            | 0            | Stabile      |
| Texas                | 32           | 17          | Stabile     | 15           | 2            | 0            | Stabile      |
| Utah                 | 3            | 1           | Stabile     | 2            | Stabile      | 0            | Stabile      |
| Vermont              | 1            | 0           | Stabile     | 0            | Stabile      | 1            | Stabile      |
| Virginia             | 11           | 3           | Stabile     | 8            | 1            | 0            | 1            |
| Virginia Occidentale | 3            | 2           | Stabile     | 1            | Stabile      | 0            | Stabile      |
| Washington           | 9            | 6           | Stabile     | 3            | Stabile      | 0            | Stabile      |
| Wisconsin            | 8            | 4           | 1           | 4            | Stabile      | 0            | Stabile      |
| Wyoming              | 1            | 0           | Stabile     | 1            | Stabile      | 0            | Stabile      |
| Totale               | 435          | 205         | 7           | 229          | 8            | 1            | 1            |

### Dettaglio per distretto
Democratico
     Repubblicano
     Indipendente
     Passa a repubblicano
     Passa a democratico
| Stato                | Distretto | Deputato uscente               | Democratici                                                            | Repubblicani                                                   | Altri                                                                                          | Deputato eletto                |
| -------------------- | --------- | ------------------------------ | ---------------------------------------------------------------------- | -------------------------------------------------------------- | ---------------------------------------------------------------------------------------------- | ------------------------------ |
| Alabama              | 1         | Sonny Callahan (R)             | Judy McCain Belk - 37,8%                                               | Jo Bonner - 60,5%                                              | Dick Coffee (L) - 1,7%                                                                         | Jo Bonner (R)                  |
| Alabama              | 2         | Terry Everett (R)              | Charles Woods - 29,5%                                                  | Terry Everett - 68,8%                                          | Floyd Shackelford (L) - 1,6%                                                                   | Terry Everett (R)              |
| Alabama              | 3         | Bob Riley (R)                  | Joe Turnham - 48,2%                                                    | Mike Rogers - 50,3%                                            | George Crispin (L) - 1,4%                                                                      | Mike Rogers (R)                |
| Alabama              | 4         | Robert Aderholt (R)            | -                                                                      | Robert Aderholt - 86,7%                                        | Tony Hughes McLendon (L) - 13,0%                                                               | Robert Aderholt (R)            |
| Alabama              | 5         | Robert Cramer (D)              | Robert Cramer - 73,3%                                                  | Stephen P. Engel - 24,7%                                       | Alan F. Barksdale (L) - 1,9%                                                                   | Robert Cramer (D)              |
| Alabama              | 6         | Spencer Bachus (R)             | -                                                                      | Spencer Bachus - 89,8%                                         | J. Holden McAllister (L) - 9,9%                                                                | Spencer Bachus (R)             |
| Alabama              | 7         | Earl Hilliard (D)              | Artur Davis - 92,4%                                                    | -                                                              | Lauren Orth McCay (L) - 7,3%                                                                   | Artur Davis (D)                |
| Alaska               | Unico     | Don Young (R)                  | Clifford Mark Greene - 17,3%                                           | Don Young - 74,5%                                              | Russell F. DeForest (V) - 6,3% Rob Clift (L) - 1,7%                                            | Don Young (R)                  |
| Arizona              | 1         | Nessuno                        | George Cordova - 45,6%                                                 | Rick Renzi - 49,2%                                             | Edwin Porr (L) - 5,2%                                                                          | Rick Renzi (R)                 |
| Arizona              | 2         | Bob Stump (R)                  | Randy Camacho - 36,6%                                                  | Trent Franks - 59,9%                                           | Edward R. Carlson (L) - 3,5%                                                                   | Trent Franks (R)               |
| Arizona              | 3         | John Shadegg (R)               | Charles Hill - 30,3%                                                   | John Shadegg - 67,3%                                           | Mark Yannone (L) - 2,4%                                                                        | John Shadegg (R)               |
| Arizona              | 4         | Ed Pastor (D)                  | Ed Pastor - 67,4%                                                      | Jonathan Barnert - 27,8%                                       | Amy Gibbons (L) - 4,8%                                                                         | Ed Pastor (D)                  |
| Arizona              | 5         | John David Hayworth (R)        | Craig Columbus - 36,3%                                                 | J. D. Hayworth - 61,2%                                         | Warren Severin (L) - 2,6%                                                                      | J. D. Hayworth (R)             |
| Arizona              | 6         | Jeff Flake (R)                 | Deborah Thomas - 31,6%                                                 | Jeff Flake - 65,9%                                             | Andy Wagner (L) - 2,5%                                                                         | Jeff Flake (R)                 |
| Arizona              | 7         | Nessuno                        | Raúl Grijalva - 59,0%                                                  | Ross Hieb - 37,1%                                              | John Nemeth (L) - 3,9%                                                                         | Raúl Grijalva (D)              |
| Arizona              | 8         | Jim Kolbe (R)                  | Mary Judge Ryan - 33,6%                                                | Jim Kolbe - 63,3%                                              | Joe Duarte (L) - 3,1%                                                                          | Jim Kolbe (R)                  |
| Arkansas             | 1         | Robert Marion Berry (D)        | Robert Marion Berry - 66,8%                                            | Tommy F. Robinson - 33,2%                                      |                                                                                                | Robert Marion Berry (D)        |
| Arkansas             | 2         | Vic Snyder (D)                 | Vic Snyder - 92,9%                                                     | -                                                              | Ed Garner (I) - 7,1%                                                                           | Vic Snyder (D)                 |
| Arkansas             | 3         | John Boozman (R)               | -                                                                      | John Boozman - 98,9%                                           | George Lyne (I) - 1,1%                                                                         | John Boozman (R)               |
| Arkansas             | 4         | Mike Ross (D)                  | Mike Ross - 60,6%                                                      | Jay Dickey - 39,4%                                             |                                                                                                | Mike Ross (D)                  |
| California           | 1         | Mike Thompson (D)              | Mike Thompson - 64,0%                                                  | Lawrence R. Wiesner - 32,4%                                    | Kevin Bastian (L) - 3,5%                                                                       | Mike Thompson (D)              |
| California           | 2         | Wally Herger (R)               | Mike Johnson - 29,3%                                                   | Wally Herger - 65,8%                                           | Patrice Thiessen - 2,7% Charles R. Martin (L) - 2,2%                                           | Wally Herger (R)               |
| California           | 3         | Doug Ose (R)                   | Howard Beeman - 34,4%                                                  | Doug Ose - 62,5%                                               | Douglas Arthur Tuma (L) - 3,1%                                                                 | Doug Ose (R)                   |
| California           | 4         | John Doolittle (R)             | Mark Norberg - 31,9%                                                   | John Doolittle - 64,8%                                         | Allen M. Roberts (L) - 3,2%                                                                    | John Doolittle (R)             |
| California           | 5         | Bob Matsui (D)                 | Bob Matsui - 71,5%                                                     | Richard Frankhuizen - 26,4%                                    | Timothy Roloff (L) - 3,1%                                                                      | Bob Matsui (D)                 |
| California           | 6         | Lynn Woolsey (D)               | Lynn Woolsey - 66,7%                                                   | Paul L. Erickson - 29,6%                                       | Richard O. Barton (L) - 2,4% Jeff Rainforth - 1,4%                                             | Lynn Woolsey (D)               |
| California           | 7         | George Miller (R)              | George Miller - 70,7%                                                  | Charles R. Hargrave - 26,4%                                    | Scott A. Wilson (L) - 2,9%                                                                     | George Miller (D)              |
| California           | 8         | Nancy Pelosi (D)               | Nancy Pelosi - 79,6%                                                   | G. Michael Germana - 12,5%                                     | Jay Pond (V) - 6,3% Ira Spivack (L) - 1,7%                                                     | Nancy Pelosi (D)               |
| California           | 9         | Barbara Lee (D)                | Barbara Lee - 81,4%                                                    | Jerald Udinsky - 15,2%                                         | James Eyer (L) - 3,4%                                                                          | Barbara Lee (D)                |
| California           | 10        | Ellen Tauscher (D)             | Ellen Tauscher - 75,6%                                                 | -                                                              | Sonia E. Alonso Harden (L) - 24,4%                                                             | Ellen Tauscher (D)             |
| California           | 11        | Richard Pombo (R)              | Elaine Shaw - 39,7%                                                    | Richard Pombo - 60,3%                                          |                                                                                                | Richard Pombo (R)              |
| California           | 12        | Tom Lantos (D)                 | Tom Lantos - 68,1%                                                     | Michael Moloney - 24,8%                                        | Maad Abu-Ghazalah (L) - 7,1%                                                                   | Tom Lantos (D)                 |
| California           | 13        | Pete Stark (D)                 | Pete Stark - 71,0%                                                     | Syed Mahmood - 22,0%                                           | Mark Stroberg (L) - 3,0% Don J. Grundmann - 2,3% John Bambey - 1,6%                            | Pete Stark (D)                 |
| California           | 14        | Anna Eshoo (D)                 | Anna Eshoo - 68,2%                                                     | Joe Nixon - 28,2%                                              | Andrew Carver (L) - 3,7%                                                                       | Anna Eshoo (D)                 |
| California           | 15        | Mike Honda (D)                 | Mike Honda - 65,8%                                                     | Linda Rae Hermann - 31,0%                                      | Jeff Landauer (L) - 3,2%                                                                       | Mike Honda (D)                 |
| California           | 16        | Zoe Lofgren (D)                | Zoe Lofgren - 67,0%                                                    | Douglas Adams McNea - 29,8%                                    | Dennis Michael Umphress (L) - 3,2%                                                             | Zoe Lofgren (D)                |
| California           | 17        | Sam Farr (D)                   | Sam Farr - 68,0%                                                       | Clint Engler - 27,0%                                           | Ray Glock-Grueneich (V) - 3,3% Jascha Lee (L) - 1,6%                                           | Sam Farr (D)                   |
| California           | 18        | Gary Condit (D)                | Dennis Cardoza - 51,3%                                                 | Dick Monteith - 43,4%                                          | Kevin Cripe - 3,3% Linda De Groat (L) - 2,0%                                                   | Dennis Cardoza (D)             |
| California           | 19        | George Radanovich (R)          | John Veen - 30,0%                                                      | George Radanovich - 61,3%                                      | Patrick Lee McHargue (L) - 1,7%                                                                | George Radanovich (R)          |
| California           | 20        | Cal Dooley (D)                 | Cal Dooley - 63,7%                                                     | Andre Minuth - 32,3%                                           | Varrin Swearingen (L) - 2,0%                                                                   | Cal Dooley (D)                 |
| California           | 21        | Nessuno                        | David LaPere - 26,2%                                                   | Devin Nunes - 70,5%                                            | Jonathan Richter (L) - 3,3%                                                                    | Devin Nunes (R)                |
| California           | 22        | Bill Thomas (R)                | Jaime Corvera - 23,8%                                                  | Bill Thomas - 73,3%                                            | Frank Coates (L) - 2,9%                                                                        | Bill Thomas (R)                |
| California           | 23        | Lois Capps (D)                 | Lois Capps - 59,0%                                                     | Beth Rogers - 38,6%                                            | James Hill (L) - 2,4%                                                                          | Lois Capps (D)                 |
| California           | 24        | Elton Gallegly (R)             | Fern Rudin - 31,8%                                                     | Elton Gallegly - 65,2%                                         | Gary Harber (L) - 3,0%                                                                         | Elton Gallegly (R)             |
| California           | 25        | Howard McKeon (R)              | Robert Conaway - 31,1%                                                 | Howard McKeon - 65,0%                                          | Frank Consolo (L) - 3,9%                                                                       | Howard McKeon (R)              |
| California           | 26        | David Dreier (R)               | Marjorie Musser Mikels - 33,5%                                         | David Dreier - 63,8%                                           | Randall Weissbuch (L) - 2,7%                                                                   | David Dreier (R)               |
| California           | 27        | Brad Sherman (D)               | Brad Sherman - 62,0%                                                   | Robert Levy - 38,0%                                            |                                                                                                | Brad Sherman (D)               |
| California           | 28        | Howard Berman (D)              | Howard Berman - 71,4%                                                  | David Hernandez Jr. - 23,2%                                    | Kelley Ross (L) - 5,5%                                                                         | Howard Berman (D)              |
| California           | 29        | Adam Schiff (D)                | Adam Schiff - 62,6%                                                    | Jim Scileppi - 33,4%                                           | Ted Brown (L) - 4,0%                                                                           | Adam Schiff (D)                |
| California           | 30        | Henry Waxman (D)               | Henry Waxman - 70,4%                                                   | Tony Goss - 29,6%                                              |                                                                                                | Henry Waxman (D)               |
| California           | 31        | Xavier Becerra (D)             | Xavier Becerra - 81,2%                                                 | Luis Vega - 18,8%                                              |                                                                                                | Xavier Becerra (D)             |
| California           | 32        | Hilda Solis (D)                | Hilda Solis - 68,8%                                                    | Emma Fischbeck - 27,4%                                         | Michael McGuire (L) - 3,7%                                                                     | Hilda Solis (D)                |
| California           | 33        | Diane Watson (D)               | Diane Watson - 82,6%                                                   | Andrew Kim - 14,1%                                             | Charles Tate (L) - 3,4%                                                                        | Diane Watson (D)               |
| California           | 34        | Lucille Roybal-Allard (D)      | Lucille Roybal-Allard - 74,0%                                          | Wayne Miller - 26,0%                                           |                                                                                                | Lucille Roybal-Allard (D)      |
| California           | 35        | Maxine Waters (D)              | Maxine Waters - 77,5%                                                  | Ross Moen - 19,4%                                              | Gordon Michael Mego - 3,1%                                                                     | Maxine Waters (D)              |
| California           | 36        | Jane Harman (D)                | Jane Harman - 61,4%                                                    | Stuart Johnson - 35,0%                                         | Mark McSpadden (L) - 3,6%                                                                      | Jane Harman (D)                |
| California           | 37        | Juanita Millender-McDonald (D) | Juanita Millender-McDonald - 72,9%                                     | Oscar Velasco - 23,1%                                          | Herb Peters (L) - 3,9%                                                                         | Juanita Millender-McDonald (D) |
| California           | 38        | Grace Napolitano (D)           | Grace Napolitano - 71,1%                                               | Alex Burrola - 26,3%                                           | Al Cuperus (L) - 2,6%                                                                          | Grace Napolitano (D)           |
| California           | 39        | Steve Horn (R)                 | Linda Sánchez - 54,8%                                                  | Tim Escobar - 40,8%                                            | Richard G. Newhouse (L) - 4,4%                                                                 | Linda Sánchez (D)              |
| California           | 40        | Ed Royce (R)                   | Christina Avalos - 29,5%                                               | Ed Royce - 67,6%                                               | Chuck McGlawn - 2,9%                                                                           | Ed Royce (R)                   |
| California           | 41        | Jerry Lewis (R)                | Keith Johnson - 29,6%                                                  | Jerry Lewis - 67,4%                                            | Kevin Craig (L) - 3,0%                                                                         | Jerry Lewis (R)                |
| California           | 42        | Gary Miller (R)                | Richard Waldron - 29,0%                                                | Gary Miller - 67,9%                                            | Donald Yee (L) - 3,2%                                                                          | Gary Miller (R)                |
| California           | 43        | Joe Baca (D)                   | Joe Baca - 66,4%                                                       | Wendy Neighbor - 30,5%                                         | Ethel Mohler (L) - 3,1%                                                                        | Joe Baca (D)                   |
| California           | 44        | Ken Calvert (R)                | Louis Vandenberg - 31,6%                                               | Ken Calvert - 63,7%                                            | Phill Courtney (V) - 4,8%                                                                      | Ken Calvert (R)                |
| California           | 45        | Mary Bono (R)                  | Elle Kurpiewski - 32,8%                                                | Mary Bono - 65,2%                                              | Rod Miller-Boyer (L) - 2,1%                                                                    | Mary Bono (R)                  |
| California           | 46        | Dana Rohrabacher (R)           | Gerrie Schipske - 34,6%                                                | Dana Rohrabacher - 61,7%                                       | Keith Gann (L) - 3,7%                                                                          | Dana Rohrabacher (R)           |
| California           | 47        | Loretta Sanchez (D)            | Loretta Sanchez - 60,6%                                                | Jeff Chavez - 34,7%                                            | Paul Marsden (L) - 4,2%                                                                        | Loretta Sanchez (D)            |
| California           | 48        | Christopher Cox (R)            | John Graham - 28,4%                                                    | Christopher Cox - 68,4%                                        | Joe Michael Cobb (L) - 3,1%                                                                    | Christopher Cox (R)            |
| California           | 49        | Darrell Issa (R)               | -                                                                      | Darrell Issa - 77,2%                                           | Karl Dietrich (L) - 22,0%                                                                      | Darrell Issa (R)               |
| California           | 50        | Duke Cunningham (R)            | Francine Busby - 32,3%                                                 | Duke Cunningham - 64,3%                                        | Richard Fontanesi (L) - 3,3%                                                                   | Duke Cunningham (R)            |
| California           | 51        | Bob Filner (D)                 | Bob Filner - 57,9%                                                     | Maria Garcia - 39,3%                                           | Jeffrey Keup (L) - 2,7%                                                                        | Bob Filner (D)                 |
| California           | 52        | Duncan D. Hunter (R)           | Peter Moore-Kochlacs - 25,8%                                           | Duncan D. Hunter - 70,2%                                       | Michael Benoit (L) - 4,1%                                                                      | Duncan D. Hunter (R)           |
| California           | 53        | Susan Davis (D)                | Susan Davis - 62,2%                                                    | Bill VanDeWeghe - 37,8%                                        |                                                                                                | Susan Davis (D)                |
| Carolina del Nord    | 1         | Eva Clayton (D)                | Frank Ballance - 63,7%                                                 | Greg Dority - 34,8%                                            | Mike Ruff (L) - 1,4%                                                                           | Frank Ballance (D)             |
| Carolina del Nord    | 2         | Bob Etheridge (D)              | Bob Etheridge - 65,3%                                                  | Joseph Ellen - 32,3%                                           | Gary Minter (L) - 1,4%                                                                         | Bob Etheridge (D)              |
| Carolina del Nord    | 3         | Walter Jones (R)               | -                                                                      | Walter Jones - 90,7%                                           | Gary Goodson (L) - 9,3%                                                                        | Walter Jones (R)               |
| Carolina del Nord    | 4         | David Price (D)                | David Price - 61,2%                                                    | Tuan Nguyen - 35,1%                                            | Ken Nelson (L) - 2,7%                                                                          | David Price (D)                |
| Carolina del Nord    | 5         | Richard Burr (R)               | David Crawford - 29,8%                                                 | Richard Burr - 70,2%                                           |                                                                                                | Richard Burr (R)               |
| Carolina del Nord    | 6         | Howard Coble (R)               | -                                                                      | Howard Coble - 90,4%                                           | Tara Grubb (L) - 9,6%                                                                          | Howard Coble (R)               |
| Carolina del Nord    | 7         | Mike McIntyre (D)              | Mike McIntyre - 71,1%                                                  | James Adams - 27,3%                                            | David Michael Brooks (L) - 1,5%                                                                | Mike McIntyre (D)              |
| Carolina del Nord    | 8         | Robin Hayes (R)                | Chris Kouri - 44,6%                                                    | Robin Hayes - 53,6%                                            | Mark Andrew Johnson (L) - 1,8%                                                                 | Robin Hayes (R)                |
| Carolina del Nord    | 9         | Sue Myrick (R)                 | Ed McGuire - 25,8%                                                     | Sue Myrick - 72,4%                                             | Christopher Cole (L) - 1,7%                                                                    | Sue Myrick (R)                 |
| Carolina del Nord    | 10        | Cass Ballenger (R)             | Ron Daugherty - 37,9%                                                  | Cass Ballenger - 59,3%                                         | Christopher M. Hill (L) - 2,9%                                                                 | Cass Ballenger (R)             |
| Carolina del Nord    | 11        | Charles Taylor (R)             | Sam Neill - 42,9%                                                      | Charles Taylor - 55,5%                                         | Eric Henry (L) - 1,6%                                                                          | Charles Taylor (R)             |
| Carolina del Nord    | 12        | Mel Watt (D)                   | Mel Watt - 65,3%                                                       | Jeff Kish - 32,8%                                              | Carey Head (L) - 2,0%                                                                          | Mel Watt (D)                   |
| Carolina del Nord    | 13        | Nessuno                        | Brad Miller - 54,7%                                                    | Carolyn Grant - 42,4%                                          | Alex MacDonald (L) - 2,9%                                                                      | Brad Miller (D)                |
| Carolina del Sud     | 1         | Henry Brown (R)                | -                                                                      | Henry Brown - 89,6%                                            | James E. Dunn - 6,9% Joe Innella - 3,5%                                                        | Henry Brown (R)                |
| Carolina del Sud     | 2         | Joe Wilson (R)                 | -                                                                      | Joe Wilson - 84,1%                                             | Mark Whittington - 10,0% Jim Legg (L) - 5,6%                                                   | Joe Wilson (R)                 |
| Carolina del Sud     | 3         | Lindsey Graham (R)             | George Brightharp - 31,3%                                              | Gresham Barrett - 67,1%                                        | Mike Boerste (L) - 1,6%                                                                        | Gresham Barrett (R)            |
| Carolina del Sud     | 4         | Jim DeMint (R)                 | Peter Ashy - 29,7%                                                     | Jim DeMint - 69,0%                                             | Faye Walters - 1,2%                                                                            | Jim DeMint (R)                 |
| Carolina del Sud     | 5         | John Spratt (D)                | John Spratt - 85,9%                                                    | -                                                              | Doug Kendall (L) - 7,8% Steve Lefemine (C) - 6,3%                                              | John Spratt (D)                |
| Carolina del Sud     | 6         | Jim Clyburn (D)                | Jim Clyburn - 67,0%                                                    | Gary McLeod - 32,0%                                            | Craig Augenstein (L) - 1,0%                                                                    | Jim Clyburn (D)                |
| Colorado             | 1         | Diana DeGette (D)              | Diana DeGette - 66,3%                                                  | Ken Chlouber - 29,6%                                           | Ken Seaman (V) - 1,9% Kent Leonard (L) - 1,5%                                                  | Diana DeGette (D)              |
| Colorado             | 2         | Mark Udall (D)                 | Mark Udall - 60,0%                                                     | Sandy Hume - 36,8%                                             | Norman Olsen (L) - 1,7%                                                                        | Mark Udall (D)                 |
| Colorado             | 3         | Scott McInnis (R)              | Dennis Berckefeldt - 31,3%                                             | Scott McInnis - 65,8%                                          | Brent Shroyer (L) - 2,0%                                                                       | Scott McInnis (R)              |
| Colorado             | 4         | Bob Schaffer (R)               | Stan Matsunaka - 41,7%                                                 | Marilyn Musgrave - 54,9%                                       | John Volz (L) - 3,7%                                                                           | Marilyn Musgrave (R)           |
| Colorado             | 5         | Joel Hefley (R)                | Curtis Imrie - 24,7%                                                   | Joel Hefley - 69,4%                                            | Biff Baker (L) - 5,9%                                                                          | Joel Hefley (R)                |
| Colorado             | 6         | Tom Tancredo (R)               | Lance Wright - 30,0%                                                   | Tom Tancredo - 66,9%                                           | Adam Katz (L) - 3,0%                                                                           | Tom Tancredo (R)               |
| Colorado             | 7         | Nessuno                        | Mike Feeley - 47,2%                                                    | Bob Beauprez - 47,3%                                           | Dave Chandler (V) - 1,9% Victor Good - 1,8% Bud Martin (L) - 1,7%                              | Bob Beauprez (R)               |
| Connecticut          | 1         | John Larson (D)                | John Larson - 66,8%                                                    | Phil Steele - 33,2%                                            |                                                                                                | John Larson (D)                |
| Connecticut          | 2         | Rob Simmons (R)                | Joe Courtney - 45,9%                                                   | Rob Simmons - 54,1%                                            |                                                                                                | Rob Simmons (R)                |
| Connecticut          | 3         | Rosa DeLauro (D)               | Rosa DeLauro - 65,6%                                                   | Richter Elser - 29,5%                                          | Charles Pillsbury (V) - 4,9%                                                                   | Rosa DeLauro (D)               |
| Connecticut          | 4         | Chris Shays (R)                | Stephanie Sanchez - 35,6%                                              | Chris Shays - 64,4%                                            |                                                                                                | Chris Shays (R)                |
| Connecticut          | 5         | Nancy Johnson (R)              | James H. Maloney - 43,3%                                               | Nancy Johnson - 54,3%                                          | Joseph Zdonczyk (C) - 1,8% Walter Gengarelly (L) - 0,7%                                        | Nancy Johnson (R)              |
| Dakota del Nord      | Unico     | Earl Pomeroy (D-NPL)           | Earl Pomeroy - 52,4%                                                   | Rick Clayburgh - 47,6%                                         |                                                                                                | Earl Pomeroy (D-NPL)           |
| Dakota del Sud       | Unico     | John Thune (R)                 | Stephanie Herseth Sandlin - 45,6%                                      | Bill Janklow - 53,5%                                           | Terry Begay (L) - 0,9%                                                                         | Bill Janklow (R)               |
| Delaware             | Unico     | Mike Castle (R)                | Michael Miller - 26,7%                                                 | Mike Castle - 72,0%                                            | Brad C. Thomas (L) - 1,2%                                                                      | Mike Castle (R)                |
| Florida              | 1         | Jeff Miller (R)                | Bert Oram - 25,4%                                                      | Jeff Miller - 74,6%                                            |                                                                                                | Jeff Miller (R)                |
| Florida              | 2         | Allen Boyd (D)                 | Allen Boyd - 66,9%                                                     | Tom McGurk - 33,1%                                             |                                                                                                | Allen Boyd (D)                 |
| Florida              | 3         | Corrine Brown (D)              | Corrine Brown - 59,3%                                                  | Jennifer Carroll - 40,7%                                       |                                                                                                | Corrine Brown (D)              |
| Florida              | 4         | Ander Crenshaw (R)             | -                                                                      | Ander Crenshaw                                                 |                                                                                                | Ander Crenshaw (R)             |
| Florida              | 5         | Karen Thurman (D)              | Karen Thurman - 46,2%                                                  | Ginny Brown-Waite - 47,9%                                      | Jack Gargan (I) - 3,4% Brian Moore (I) - 2,4%                                                  | Ginny Brown-Waite (R)          |
| Florida              | 6         | Cliff Stearns (R)              | David Bruderly - 34,6%                                                 | Cliff Stearns - 65,4%                                          |                                                                                                | Cliff Stearns (R)              |
| Florida              | 7         | John Mica (R)                  | Wayne Hogan - 40,4%                                                    | John Mica - 59,6%                                              |                                                                                                | John Mica (R)                  |
| Florida              | 8         | Ric Keller (R)                 | Eddie Diaz - 34,9%                                                     | Ric Keller - 65,1%                                             |                                                                                                | Ric Keller (R)                 |
| Florida              | 9         | Michael Bilirakis (R)          | Chuck Kalogianis - 28,5%                                               | Gus Bilirakis - 71,5%                                          |                                                                                                | Gus Bilirakis (R)              |
| Florida              | 10        | Bill Young (R)                 | -                                                                      | Bill Young                                                     |                                                                                                | Bill Young (R)                 |
| Florida              | 11        | Jim Davis (D)                  | Jim Davis                                                              | -                                                              |                                                                                                | Jim Davis (D)                  |
| Florida              | 12        | Adam Putnam (R)                | -                                                                      | Adam Putnam                                                    |                                                                                                | Adam Putnam (R)                |
| Florida              | 13        | Dan Miller (R)                 | Jan Schneider - 45,2%                                                  | Katherine Harris - 54,8%                                       |                                                                                                | Katherine Harris (R)           |
| Florida              | 14        | Porter Goss (R)                | -                                                                      | Porter Goss                                                    |                                                                                                | Porter Goss (R)                |
| Florida              | 15        | Dave Weldon (R)                | Jim Tso - 36,8%                                                        | Dave Weldon - 63,2%                                            |                                                                                                | Dave Weldon (R)                |
| Florida              | 16        | Mark Foley (R)                 | Jack McLain - 21,1%                                                    | Mark Foley - 78,9%                                             |                                                                                                | Mark Foley (R)                 |
| Florida              | 17        | Kendrick Meek (D)              | -                                                                      | Kendrick Meek                                                  |                                                                                                | Kendrick Meek (D)              |
| Florida              | 18        | Ileana Ros-Lehtinen (R)        | Ray Chote - 28,6%                                                      | Ileana Ros-Lehtinen - 69,1%                                    | Orin Opperman (I) - 2,3%                                                                       | Ileana Ros-Lehtinen (R)        |
| Florida              | 19        | Robert Wexler (D)              | Robert Wexler - 72,1%                                                  | Jack Merkl - 27,9%                                             |                                                                                                | Robert Wexler (D)              |
| Florida              | 20        | Peter Deutsch (D)              | Peter Deutsch                                                          | -                                                              |                                                                                                | Peter Deutsch (D)              |
| Florida              | 21        | Lincoln Díaz-Balart (R)        | -                                                                      | Lincoln Díaz-Balart                                            |                                                                                                | Lincoln Díaz-Balart (R)        |
| Florida              | 22        | E. Clay Shaw, Jr. (R)          | Carol Roberts - 38,4%                                                  | E. Clay Shaw, Jr. - 60,8%                                      | Juan Xuna (I) - 0,9%                                                                           | E. Clay Shaw, Jr. (R)          |
| Florida              | 23        | Alcee Hastings (D)             | Alcee Hastings - 78,5%                                                 | Charles Laurie - 22,5%                                         |                                                                                                | Alcee Hastings (D)             |
| Florida              | 24        | Nessuno                        | -                                                                      | Tom Feeney - 61,9%                                             | Harry Jacobs - 38,1%                                                                           | Tom Feeney (R)                 |
| Florida              | 25        | Nessuno                        | -                                                                      | Mario Díaz-Balart - 64,7%                                      | Annie Betancourt - 35,3%                                                                       | Mario Díaz-Balart (R)          |
| Georgia              | 1         | Jack Kingston (R)              | Don Smart - 27,9%                                                      | Jack Kingston - 72,1%                                          |                                                                                                | Jack Kingston (R)              |
| Georgia              | 2         | Sanford Bishop (D)             | Sanford Bishop                                                         | -                                                              |                                                                                                | Sanford Bishop (D)             |
| Georgia              | 3         | Saxby Chambliss (R)            | Jim Marshall - 50,5%                                                   | Calder Clay III - 49,5%                                        |                                                                                                | Jim Marshall (D)               |
| Georgia              | 4         | Cynthia McKinney (D)           | Denise Majette - 77,0%                                                 | Cynthia Van Auken - 23,0%                                      |                                                                                                | Denise Majette (D)             |
| Georgia              | 5         | John Lewis (D)                 | John Lewis                                                             | -                                                              |                                                                                                | John Lewis (D)                 |
| Georgia              | 6         | Johnny Isakson (R)             | Jeff Weisberger - 20,1%                                                | Johnny Isakson - 79,9%                                         |                                                                                                | Johnny Isakson (R)             |
| Georgia              | 7         | John Linder (R)                | Michael Berlon - 21,1%                                                 | John Linder - 78,9%                                            |                                                                                                | John Linder (R)                |
| Georgia              | 8         | Mac Collins (R)                | Angelos Petrakopoulos - 21,7%                                          | Mac Collins - 78,3%                                            |                                                                                                | Mac Collins (R)                |
| Georgia              | 9         | Charlie Norwood (R)            | Barry Gordon Irwin - 21,2%                                             | Charlie Norwood - 72,8%                                        |                                                                                                | Charlie Norwood (R)            |
| Georgia              | 10        | Nathan Deal (R)                | -                                                                      | Nathan Deal                                                    |                                                                                                | Nathan Deal (R)                |
| Georgia              | 11        | Nessuno                        | Roger Kahn - 48,4%                                                     | Phil Gingrey - 51,6%                                           |                                                                                                | Phil Gingrey (R)               |
| Georgia              | 12        | Nessuno                        | Charles Walker - 44,8%                                                 | Max Burns - 55,2%                                              |                                                                                                | Max Burns (R)                  |
| Georgia              | 13        | Nessuno                        | David Scott - 59,6%                                                    | Clay Cox - 40,4%                                               |                                                                                                | David Scott (D)                |
| Hawaii               | 1         | Neil Abercrombie (D)           | Neil Abercrombie - 72,9%                                               | Mark Terry - 24,9%                                             | James Bracken (L) - 2,2%                                                                       | Neil Abercrombie (D)           |
| Hawaii               | 2         | Patsy Mink (D)                 | Patsy Mink - 56,2%                                                     | Bob McDermott - 40,0%                                          | Jeff Mallan (L) - 2,6% Nicholas Bedworth - 1,2%                                                | Patsy Mink (D)                 |
| Idaho                | 1         | Butch Otter (R)                | Betty Richardson - 38,9%                                               | Butch Otter - 58,6%                                            | Steve Gothard (L) - 2,5%                                                                       | Butch Otter (R)                |
| Idaho                | 2         | Mike Simpson (R)               | Edward Kinghorn - 29,1%                                                | Mike Simpson - 68,2%                                           | John Lewis (L) - 2,8%                                                                          | Mike Simpson (R)               |
| Illinois             | 1         | Bobby Rush (D)                 | Bobby Rush - 81,2%                                                     | Raymond Wardingley - 16,2%                                     | Dorothy Tsatsos (L) 2,6%                                                                       | Bobby Rush (D)                 |
| Illinois             | 2         | Jesse Jackson, Jr. (D)         | Jesse Jackson, Jr. - 82,3%                                             | Doug Nelson - 17,7%                                            |                                                                                                | Jesse Jackson, Jr. (D)         |
| Illinois             | 3         | Bill Lipinski (D)              | Bill Lipinski                                                          | -                                                              |                                                                                                | Bill Lipinski (D)              |
| Illinois             | 4         | Luis Gutiérrez (D)             | Luis Gutiérrez - 78,7%                                                 | Tony Lopez-Cisneros - 15,1%                                    | Maggie Kohls (L) - 5,2%                                                                        | Luis Gutiérrez (D)             |
| Illinois             | 5         | Rod Blagojevich (D)            | Rahm Emanuel - 66,8%                                                   | Mark Augusti - 28,9%                                           | Frank Gonzalez (L) - 4,3%                                                                      | Rahm Emanuel (D)               |
| Illinois             | 6         | Henry Hyde (R)                 | Tom Berry - 34,9%                                                      | Henry Hyde - 65,1%                                             |                                                                                                | Henry Hyde (R)                 |
| Illinois             | 7         | Danny Davis (D)                | Danny Davis - 83,2%                                                    | Mark Tunney - 15,3%                                            | Martin Pankau (L) - 1,5%                                                                       | Danny Davis (D)                |
| Illinois             | 8         | Phil Crane (R)                 | Melissa Bean - 42,6%                                                   | Phil Crane - 57,4%                                             |                                                                                                | Phil Crane (R)                 |
| Illinois             | 9         | Jan Schakowsky (D)             | Jan Schakowsky - 70,3%                                                 | Nicholas Duric - 26,8%                                         | Stephanie Sailor (L) - 2,9%                                                                    | Jan Schakowsky (D)             |
| Illinois             | 10        | Mark Kirk (R)                  | Hank Perritt - 31,2%                                                   | Mark Kirk - 68,8%                                              |                                                                                                | Mark Kirk (R)                  |
| Illinois             | 11        | Jerry Weller (R)               | Keith Van Duyne - 35,7%                                                | Jerry Weller - 64,3%                                           |                                                                                                | Jerry Weller (R)               |
| Illinois             | 12        | Jerry Costello (D)             | Jerry Costello - 69,3%                                                 | David Sadler - 30,7%                                           |                                                                                                | Jerry Costello (D)             |
| Illinois             | 13        | Judy Biggert (R)               | Thomas Mason - 29,7%                                                   | Judy Biggert - 70,3%                                           |                                                                                                | Judy Biggert (R)               |
| Illinois             | 14        | Dennis Hastert (D)             | Laurence Quick - 25,9%                                                 | Dennis Hastert - 74,1%                                         |                                                                                                | Dennis Hastert (R)             |
| Illinois             | 15        | Timothy V. Johnson (R)         | Joshua Hartke - 31,0%                                                  | Timothy V. Johnson - 65,2%                                     | Carl Estabrook (V) - 3,8%                                                                      | Timothy V. Johnson (R)         |
| Illinois             | 16        | Donald Manzullo (R)            | John Kutsch - 29,4%                                                    | Donald Manzullo - 70,6%                                        |                                                                                                | Donald Manzullo (R)            |
| Illinois             | 17        | Lane Evans (D)                 | Lane Evans - 62,4%                                                     | Peter Calderone - 37,6%                                        |                                                                                                | Lane Evans (D)                 |
| Illinois             | 18        | Ray LaHood (R)                 | -                                                                      | Ray LaHood                                                     |                                                                                                | Ray LaHood (R)                 |
| Illinois             | 19        | John Shimkus (R)               | David D. Phelps - 45,2%                                                | John Shimkus - 54,8%                                           |                                                                                                | John Shimkus (R)               |
| Indiana              | 1         | Pete Visclosky (D)             | Pete Visclosky - 66,9%                                                 | Mark Leyva - 31,0%                                             | Timothy Brennan (L) - 2,0%                                                                     | Pete Visclosky (D)             |
| Indiana              | 2         | Tim Roemer (D)                 | Jill Long Thompson - 45,8%                                             | Chris Chocola - 50,3%                                          | Sharon Metheny (L) - 3,8%                                                                      | Chris Chocola (R)              |
| Indiana              | 3         | Mark Souder (R)                | Jay Rigdon - 34,5%                                                     | Mark Souder - 63,1%                                            | Mike Donlan (L) - 2,4%                                                                         | Mark Souder (R)                |
| Indiana              | 4         | Steve Buyer (R)                | Bill Abbott - 26,2%                                                    | Steve Buyer - 71,4%                                            | Jerry Susong (L) - 2,4%                                                                        | Steve Buyer (R)                |
| Indiana              | 5         | Dan Burton (R)                 | Katherine Fox Carr - 25,2%                                             | Dan Burton - 72,0%                                             | Christopher Adkins (L) - 2,8%                                                                  | Dan Burton (R)                 |
| Indiana              | 6         | Mike Pence (R)                 | Mel Fox - 34,4%                                                        | Mike Pence - 63,8%                                             | Doris Robertson (L) - 1,8%                                                                     | Mike Pence (R)                 |
| Indiana              | 7         | Julia Carson (D)               | Julia Carson - 53,1%                                                   | Brose McVey - 44,1%                                            | Andrew Horning (L) - 2,7%                                                                      | Julia Carson (D)               |
| Indiana              | 8         | John Hostettler (R)            | Bryan Hartke - 46,0%                                                   | John Hostettler - 51,3%                                        | Pam Williams (L) - 2,7%                                                                        | John Hostettler (R)            |
| Indiana              | 9         | Baron Hill (D)                 | Baron Hill - 51,1%                                                     | Mike Sodrel - 46,1%                                            | Jeff Melton (V) - 1,5% Al Cox (L) - 1,3%                                                       | Mike Sodrel (R)                |
| Iowa                 | 1         | Jim Nussle (R)                 | Ann Hutchinson - 42,9%                                                 | Jim Nussle - 57,1%                                             |                                                                                                | Jim Nussle (R)                 |
| Iowa                 | 2         | Jim Leach (R)                  | Julie Thomas - 45,7%                                                   | Jim Leach - 52,2%                                              | Kevin Litten (L) - 2,0%                                                                        | Jim Leach (R)                  |
| Iowa                 | 3         | Leonard Boswell (D)            | Leonard Boswell - 53,4%                                                | Stan Thompson - 45,0%                                          | Jeffrey Smith (L) - 1,2%                                                                       | Leonard Boswell (D)            |
| Iowa                 | 4         | Tom Latham (R)                 | John Norris - 43,1%                                                    | Tom Latham - 54,8%                                             | Terry Wilson (L) - 1,4% Jim Hennager (L) - 0,7%                                                | Tom Latham (R)                 |
| Iowa                 | 5         | Steve King (R)                 | Paul Shomshor - 37,8%                                                  | Steve King - 62,2%                                             |                                                                                                | Steve King (R)                 |
| Kansas               | 1         | Jerry Moran (R)                | -                                                                      | Jerry Moran - 91,1%                                            | Jack Warner (L) - 7,9%                                                                         | Jerry Moran (R)                |
| Kansas               | 2         | Jim Ryun (R)                   | Dan Lykins - 37,5%                                                     | Jim Ryun - 60,5%                                               | Art Clack (L) - 2,0%                                                                           | Jim Ryun (R)                   |
| Kansas               | 3         | Dennis Moore (D)               | Dennis Moore - 50,2%                                                   | Adam Taff - 46,9%                                              | Dawn Bly - 2,3% Douglas Martin (L) - 0,6%                                                      | Dennis Moore (D)               |
| Kansas               | 4         | Todd Tiahrt (R)                | Carlos Nolla - 37,0%                                                   | Todd Tiahrt - 60,6%                                            | Maike Warren (L) - 2,4%                                                                        | Todd Tiahrt (R)                |
| Kentucky             | 1         | Ed Whitfield (R)               | Klint Alexander - 34,7%                                                | Ed Whitfield - 62,3%                                           |                                                                                                | Ed Whitfield (R)               |
| Kentucky             | 2         | Ron Lewis (R)                  | David Williams - 29,2%                                                 | Ron Lewis - 64,6%                                              | Robert Guy Dyer (L) - 1,2%                                                                     | Ron Lewis (R)                  |
| Kentucky             | 3         | Anne Northup (R)               | Jack Conway - 48,4%                                                    | Anne Northup - 51,6%                                           |                                                                                                | Anne Northup (R)               |
| Kentucky             | 4         | Ken Lucas (D)                  | Ken Lucas - 51,1%                                                      | Geoff Davis - 47,5%                                            | John Grote (L) - 1,3%                                                                          | Ken Lucas (D)                  |
| Kentucky             | 5         | Hal Rogers (R)                 | Sidney Jane Bailey - 21,7%                                             | Hal Rogers - 78,3%                                             |                                                                                                | Hal Rogers (R)                 |
| Kentucky             | 6         | Ernie Fletcher (R)             | -                                                                      | Ernie Fletcher - 72,0%                                         | Gatewood Galbraith (I) - 26,0% Mark Gailey (L) - 2,0%                                          | Ernie Fletcher (R)             |
| Louisiana            | 1         | David Vitter (R)               | -                                                                      | David Vitter - 81,5% Monica Monica - 11,2% Robert Namer - 4,0% | Ian Hawxhurst (L) - 3,3%                                                                       | David Vitter (R)               |
| Louisiana            | 2         | William J. Jefferson (D)       | William Jefferson - 63,5% Irma Muse Dixon - 20,0% Clarence Hunt - 2,9% | Silky Sullivan - 10,9%                                         | Wayne Clement (L) - 2,7%                                                                       | William J. Jefferson (D)       |
| Louisiana            | 3         | Billy Tauzin (R)               | -                                                                      | Billy Tauzin - 86,6%                                           | William Beier (L) - 8,6% David Iwancio (I) - 4,7%                                              | Billy Tauzin (R)               |
| Louisiana            | 4         | Jim McCrery (R)                | John Milkovich - 26,5%                                                 | Jim McCrery - 71,6%                                            | Bill Jacob (L) - 1,9%                                                                          | Jim McCrery (R)                |
| Louisiana            | 5         | Rodney Alexander (D)           | Rodney Alexander - 50,3%                                               | Lee Fletcher - 49,7%                                           |                                                                                                | Rodney Alexander (D)           |
| Louisiana            | 6         | Richard Baker (R)              | Rick Moscatello - 16,0%                                                | Richard Baker - 84,0%                                          |                                                                                                | Richard Baker (R)              |
| Louisiana            | 7         | Chris John (D)                 | Chris John - 86,8%                                                     | -                                                              | Michael Harris (I) - 13,1%                                                                     | Chris John (D)                 |
| Maine                | 1         | Tom Allen (D)                  | Tom Allen - 63,8%                                                      | Steven Joyce - 36,2%                                           |                                                                                                | Tom Allen (D)                  |
| Maine                | 2         | Mike Michaud (D)               | Mike Michaud - 52,0%                                                   | Kevin Raye - 48,0%                                             |                                                                                                | Mike Michaud (D)               |
| Maryland             | 1         | Wayne Gilchrest (R)            | Ann Tamlyn - 23,2%                                                     | Wayne Gilchrest - 76,7%                                        |                                                                                                | Wayne Gilchrest (R)            |
| Maryland             | 2         | Robert Ehrlich (R)             | Dutch Ruppersberger - 54,2%                                            | Helen Delich Bentley - 45,6%                                   |                                                                                                | Dutch Ruppersberger (D)        |
| Maryland             | 3         | Ben Cardin (D)                 | Ben Cardin - 65,7%                                                     | Scott Conwell - 34,2%                                          |                                                                                                | Ben Cardin (D)                 |
| Maryland             | 4         | Albert Wynn (D)                | Albert Wynn - 78,6%                                                    | John Kimble - 20,8%                                            |                                                                                                | Albert Wynn (D)                |
| Maryland             | 5         | Steny Hoyer (D)                | Steny Hoyer - 69,3%                                                    | Joseph Crawford - 30,5%                                        |                                                                                                | Steny Hoyer (D)                |
| Maryland             | 6         | Roscoe Bartlett (R)            | Donald DeArmon - 33,8%                                                 | Roscoe Bartlett - 66,1%                                        |                                                                                                | Roscoe Bartlett (R)            |
| Maryland             | 7         | Elijah Cummings (D)            | Elijah Cummings - 73,5%                                                | Joseph Ward - 26,4%                                            |                                                                                                | Elijah Cummings (D)            |
| Maryland             | 8         | Connie Morella (R)             | Chris Van Hollen - 51,7%                                               | Connie Morella - 47,5%                                         | Stephen Bassett (I) - 0,7%                                                                     | Chris Van Hollen (D)           |
| Massachusetts        | 1         | John Olver (D)                 | John Olver - 67,6%                                                     | Matthew Kinnaman - 32,4%                                       |                                                                                                | John Olver (D)                 |
| Massachusetts        | 2         | Richard Neal (D)               | Richard Neal                                                           | -                                                              |                                                                                                | Richard Neal (D)               |
| Massachusetts        | 3         | Jim McGovern (D)               | Jim McGovern                                                           | -                                                              |                                                                                                | Jim McGovern (D)               |
| Massachusetts        | 4         | Barney Frank (D)               | Barney Frank                                                           | -                                                              |                                                                                                | Barney Frank (D)               |
| Massachusetts        | 5         | Marty Meehan (D)               | Marty Meehan - 60,2%                                                   | Charles McCarthy - 34,0%                                       | Ilana Freedman (L) - 5,8%                                                                      | Marty Meehan (D)               |
| Massachusetts        | 6         | John Tierney (D)               | John Tierney - 68,3%                                                   | Mark C. Smith - 31,6%                                          |                                                                                                | John Tierney (D)               |
| Massachusetts        | 7         | Ed Markey (D)                  | Ed Markey                                                              | -                                                              |                                                                                                | Ed Markey (D)                  |
| Massachusetts        | 8         | Mike Capuano (D)               | Mike Capuano                                                           | -                                                              |                                                                                                | Mike Capauano (D)              |
| Massachusetts        | 9         | Stephen Lynch (D)              | Stephen Lynch                                                          | -                                                              |                                                                                                | Stephen Lynch (D)              |
| Massachusetts        | 10        | Bill Delahunt (D)              | Bill Delahunt - 69,2%                                                  | Luis Gonzaga - 30,7%                                           |                                                                                                | Bill Delahunt (D)              |
| Michigan             | 1         | Bart Stupak (D)                | Bart Stupak - 67,7%                                                    | Don Hooper - 31,1%                                             | John W. Loosemore (L) - 1,2%                                                                   | Bart Stupak (D)                |
| Michigan             | 2         | Pete Hoekstra (R)              | Jeffrey Wrisley - 27,7%                                                | Pete Hoekstra - 70,4%                                          | Laurie Aleck (L) - 1,2%                                                                        | Pete Hoekstra (R)              |
| Michigan             | 3         | Vern Ehlers (R)                | Kathryn Lynnes - 28,3%                                                 | Vern Ehlers - 70,0%                                            | Tom Quinn (L) - 1,2% Richard Lucey - 0,5%                                                      | Vern Ehlers (R)                |
| Michigan             | 4         | David Lee Camp (R)             | Lawrence Hollenbeck - 30,2%                                            | David Lee Camp - 68,2%                                         | Sterling Johnson (V) - 1,0% Albert Chia Jr. (L) - 0,6%                                         | David Lee Camp (R)             |
| Michigan             | 5         | Dan Kildee (D)                 | Dan Kildee - 91,6%                                                     | -                                                              | Clint Foster (L) - 5,4% Harley Mikkelson (V) - 3,0%                                            | Dan Kildee (D)                 |
| Michigan             | 6         | Fred Upton (R)                 | Gary Giguere Jr. - 29,3%                                               | Fred Upton - 69,2%                                             | Harley Mikkelson - 1,5%                                                                        | Fred Upton (R)                 |
| Michigan             | 7         | Nick Smith (R)                 | Mike Simpson - 38,6%                                                   | Nick Smith - 59,7%                                             | Kenneth L. Proctor (L) - 1,7%                                                                  | Nick Smith (R)                 |
| Michigan             | 8         | Mike Rogers (R)                | Frank D. McAlpine - 30,8%                                              | Mike Rogers - 67,9%                                            | Thomas Yeutter (L) - 1,4%                                                                      | Mike Rogers (R)                |
| Michigan             | 9         | Joe Knollenberg (R)            | David Fink - 39,9%                                                     | Joe Knollenberg - 58,1%                                        | Robert W. Schubring (L) - 2,0%                                                                 | Joe Knollenberg (R)            |
| Michigan             | 10        | David Bonior (D)               | Carl Marlinga - 35,5% Renae Coon - 1,2%                                | Candice Miller - 63,3%                                         |                                                                                                | Candice Miller (R)             |
| Michigan             | 11        | Nessuno                        | Kevin Kelley - 39,7%                                                   | Thad McCotter - 57,2%                                          | William Boyd (V) - 1,9% Dan Malone - 1,2%                                                      | Thad McCotter (R)              |
| Michigan             | 12        | Sander Levin (D)               | Sander Levin - 68,3%                                                   | Harvey Dean - 29,8%                                            | Dick Gach (L) - 1,3% Steven Revis - 0,7%                                                       | Sander Levin (D)               |
| Michigan             | 13        | Carolyn Cheeks Kilpatrick (D)  | Carolyn Cheeks Kilpatrick - 91,6%                                      | Raymond Warner - 8,4%                                          |                                                                                                | Carolyn Cheeks Kilpatrick (D)  |
| Michigan             | 14        | John Conyers (D)               | John Conyers - 83,2%                                                   | Dave Stone - 15,2%                                             | Francis Schorr (L) - 0,9% John D. Litle (V) - 0,7%                                             | John Conyers (D)               |
| Michigan             | 15        | John Dingell (D)               | John Dingell - 72,2%                                                   | Martin Kaltenbach - 25,8%                                      | Gregory Scott Stempfle (L) - 2,0%                                                              | John Conyers (D)               |
| Minnesota            | 1         | Gil Gutknecht (R)              | Steve Andreasen - 34,7%                                                | Gil Gutknecht - 61,5%                                          | Greg Mikkelson (V) - 3,8%                                                                      | Gil Gutknecht (R)              |
| Minnesota            | 2         | Bill Luther (DFL)              | Bill Luther - 42,2%                                                    | John Kline - 53,3%                                             | Greg Mikkelson - 4,3%                                                                          | John Kline (R)                 |
| Minnesota            | 3         | Jim Ramstad (R)                | Darryl Stanton - 27,9%                                                 | Jim Ramstad - 72,0%                                            |                                                                                                | Jim Ramstad (R)                |
| Minnesota            | 4         | Betty McCollum (DFL)           | Betty McCollum - 62,2%                                                 | Clyde Billington - 33,9%                                       | Scott Raskiewicz (V) - 3,8%                                                                    | Betty McCollum (DFL)           |
| Minnesota            | 5         | Martin Olav Sabo (DFL)         | Martin Olav Sabo - 67,0%                                               | Daniel Mathia - 25,9%                                          | Tim Davis (V) - 7,0%                                                                           | Martin Olav Sabo (DFL)         |
| Minnesota            | 6         | Mark Kennedy (R)               | Janet Robert - 35,1%                                                   | Mark Kennedy - 57,3%                                           | Dan Becker - 7,5%                                                                              | Mark Kennedy (R)               |
| Minnesota            | 7         | Collin Peterson (DFL)          | Collin Peterson - 65,3%                                                | Dan Stevens - 34,6%                                            |                                                                                                | Collin Peterson (DFL)          |
| Minnesota            | 8         | Jim Oberstar (DFL)             | Jim Oberstar - 68,7%                                                   | Bob Lemen - 31,2%                                              |                                                                                                | Jim Oberstar (DFL)             |
| Mississippi          | 1         | Roger Wicker (R)               | Rex Weathers - 24,2%                                                   | Roger Wicker - 71,4%                                           | Brenda Blackburn - 2,6% Harold Taylor (L) - 1,8%                                               | Roger Wicker (R)               |
| Mississippi          | 2         | Bennie Thompson (D)            | Bennie Thompson - 55,1%                                                | Clinton LeSueur - 42,8%                                        | Lee Dilworth - 2,1%                                                                            | Bennie Thompson (D)            |
| Mississippi          | 3         | Chip Pickering (R)             | Ronnie Shows - 34,8%                                                   | Chip Pickering - 63,8%                                         | Jim Giles (I) - 0,7% Harvey Darden (I) - 0,4% Brad McDonald (L) - 0,4% Carroll Grantham - 0,2% | Chip Pickering (R)             |
| Mississippi          | 4         | Gene Taylor (D)                | Gene Taylor - 75,2%                                                    | Karl Mertz - 21,2%                                             | Wayne Parker (L) - 2,0% Thomas Huffmaster - 1,5%                                               | Gene Taylor (D)                |
| Missouri             | 1         | Lacy Clay (D)                  | Lacy Clay - 70,1%                                                      | Richard Schwadron - 27,1%                                      | Jim Higgins (L) - 2,8%                                                                         | Lacy Clay (D)                  |
| Missouri             | 2         | Todd Akin (R)                  | John Hogan - 31,0%                                                     | Todd Akin - 67,1%                                              | Darla Maloney (L) - 1,8%                                                                       | Todd Akin (R)                  |
| Missouri             | 3         | Dick Gephardt (D)              | Dick Gephardt - 59,0%                                                  | Catherine Enz - 38,9%                                          | Dan Byington (L) - 2,0%                                                                        | Dick Gephardt (D)              |
| Missouri             | 4         | Ike Skelton (D)                | Ike Skelton - 67,6%                                                    | Jim Noland - 30,7%                                             | Daniel Roy Nelson (L) - 1,7%                                                                   | Ike Skelton (D)                |
| Missouri             | 5         | Karen McCarthy (D)             | Karen McCarthy - 65,9%                                                 | Steve Gordon - 32,4%                                           | Jeanne Bojarski (L) - 1,8%                                                                     | Karen McCarthy (D)             |
| Missouri             | 6         | Sam Graves (R)                 | Cathy Rinehart - 35,2%                                                 | Sam Graves - 63,0%                                             | Erik Buck (L) - 1,8%                                                                           | Sam Graves (R)                 |
| Missouri             | 7         | Roy Blunt (R)                  | Ron Lapham - 23,0%                                                     | Roy Blunt - 74,8%                                              | Doug Burlison (L) - 2,2%                                                                       | Roy Blunt (R)                  |
| Missouri             | 8         | Jo Ann Emerson (R)             | Gene Curtis - 26,9%                                                    | Jo Ann Emerson - 71,8%                                         | Eric Van Oostrom (L) - 1,3%                                                                    | Jo Ann Emerson (R)             |
| Missouri             | 9         | Kenny Hulshof (R)              | Don Deichman - 28,6%                                                   | Kenny Hulshof - 68,2%                                          | Keith Brekhus (V) - 2,0% John Mruzik (L) - 1,3%                                                | Kenny Hulshof (R)              |
| Montana              | Unico     | Denny Rehberg (R)              | Steve Kelly - 32,7%                                                    | Denny Rehberg - 64,6%                                          | Mike Fellows (L) - 2,7%                                                                        | Denny Rehberg (R)              |
| Nebraska             | 1         | Doug Bereuter (R)              | -                                                                      | Doug Bereuter - 85,4%                                          | Robert Eckerson (L) - 14,6%                                                                    | Doug Bereuter (R)              |
| Nebraska             | 2         | Lee Terry (R)                  | Jim Simon - 33,0%                                                      | Lee Terry - 63,3%                                              | Doug Paterson (V) - 2,3% Dave Stock (L) - 1,4%                                                 | Lee Terry (R)                  |
| Nebraska             | 3         | Tom Osborne (R)                | -                                                                      | Tom Osborne - 93,2%                                            | Jerry Hickman (L) - 6,8%                                                                       | Tom Osborne (R)                |
| Nevada               | 1         | Shelley Berkley (D)            | Shelley Berkley - 53,7%                                                | Lynette Boggs-McDonald - 42,7%                                 | Steven Dempsey - 2,4% W. Lane Startin (V) - 1,2%                                               | Shelley Berkley (D)            |
| Nevada               | 2         | Jim Gibbons (R)                | Travis Souza - 20,0%                                                   | Jim Gibbons - 74,3%                                            | Janine Hansen - 3,6% Brendan Trainor (L) - 1,7% Robert Winquist - 0,4%                         | Jim Gibbons (R)                |
| Nevada               | 3         | Nessuno                        | Dario Herrera - 37,2%                                                  | Jon Porter - 56,1%                                             | Pete O'Neil (I) - 3,8% Neil Scott (L) - 1,9% Richard O'Dell (I) - 1,0%                         | Jon Porter (R)                 |
| New Hampshire        | 1         | John E. Sununu (R)             | Martha Fuller Clark - 38,5%                                            | Jeb Bradley - 58,1%                                            | Dan Belforti (L) - 3,3%                                                                        | Jeb Bradley (R)                |
| New Hampshire        | 2         | Charles Bass (R)               | Katrina Swett - 40,9%                                                  | Charles Bass - 56,8%                                           | Rosalie Babiarz (L) - 2,3%                                                                     | Charles Bass (R)               |
| New Jersey           | 1         | Rob Andrews (D)                | Rob Andrews - 92,7%                                                    | -                                                              | Timothy Haas (L) - 7,3%                                                                        | Rob Andrews (D)                |
| New Jersey           | 2         | Frank LoBiondo (R)             | Steven Farkas - 28,3%                                                  | Frank LoBiondo - 69,2%                                         | Roger Merle (V) - 1,3% Michael J. Matthews (L) - 1,0% Constantino Rozzo - 0,5%                 | Frank LoBiondo (R)             |
| New Jersey           | 3         | Jim Saxton (R)                 | Richard Strada - 33,9%                                                 | Jim Sexton - 65,0%                                             | Raymond Byrne (L) - 0,7% Ken Feduniewicz - 0,4%                                                | Jim Sexton (R)                 |
| New Jersey           | 4         | Chris Smith (R)                | Mary Brennan - 32,1%                                                   | Chris Smith - 66,2%                                            | Keith Quarles (L) - 0,7% Hermann Winkelmann (I) - 0,6% Don Graham - 0,4%                       | Chris Smith (R)                |
| New Jersey           | 5         | Marge Roukema (R)              | Anne Sumers - 38,2%                                                    | Scott Garrett - 59,5%                                          | Anne Sumers (I) - 2,2%                                                                         | Scott Garrett (R)              |
| New Jersey           | 6         | Frank Pallone (D)              | Frank Pallone - 66,5%                                                  | Ric Medrow - 30,9%                                             | Richard Strong (V) 1,3% Barry Allen (L) - 0,9% Mac Dara F. X. Lyden (I) - 0,5%                 | Frank Pallone (D)              |
| New Jersey           | 7         | Mike Ferguson (R)              | Tim Carden - 40,9%                                                     | Mike Ferguson - 58,0%                                          | Darren Young (L) - 1,1%                                                                        | Mike Ferguson (R)              |
| New Jersey           | 8         | Bill Pascrell                  | Bill Pascrell - 66,8%                                                  | Jared Silverman - 30,6%                                        | Joseph Fortunato (V) - 2,6%                                                                    | Bill Pascrell (D)              |
| New Jersey           | 9         | Steve Rothman (D)              | Steve Rothman - 69,8%                                                  | Joseph Glass - 30,2%                                           |                                                                                                | Steve Rothman (D)              |
| New Jersey           | 10        | Donald M. Payne (D)            | Donald M. Payne - 84,5%                                                | Andrew Wirtz - 15,5%                                           |                                                                                                | Donald M. Payne (D)            |
| New Jersey           | 11        | Rodney Frelinghuysen (R)       | Vij Pawar - 26,4%                                                      | Rodney Frelinghuysen - 72,4%                                   | Richard S. Roth (L) - 1,2%                                                                     | Rodney Frelinghuysen (R)       |
| New Jersey           | 12        | Rush D. Holt, Jr. (D)          | Rush D. Holt, Jr. - 61,0%                                              | Buster Soaries - 36,7%                                         | Carl Mayer (V) - 1,0% Thomas Abrams (L) - 0,7% Karen Anne Zaletel - 0,5%                       | Rush D. Holt, Jr. (D)          |
| New Jersey           | 13        | Bob Menendez (D)               | Bob Menendez - 78,3%                                                   | James Geron - 18,2%                                            | Altri - 3,5%                                                                                   | Bob Menendez (D)               |
| New York             | 1         | Felix Grucci (R)               | Tim Bishop - 50,2%                                                     | Felix Grucci - 48,6%                                           | Lorna Salzman (V) - 1,2%                                                                       | Tim Bishop (D)                 |
| New York             | 2         | Steve Israel (D)               | Steve Israel - 58,5%                                                   | Joseph Finley - 40,4%                                          | John Keenan (V) - 1,1%                                                                         | Steve Israel (D)               |
| New York             | 3         | Peter T. King (R)              | Stuart Finz - 27,2%                                                    | Peter T. King - 71,9%                                          | Janeen DePrima - 0,9%                                                                          | Peter T. King (R)              |
| New York             | 4         | Carolyn McCarthy (D)           | Carolyn McCarthy - 56,3%                                               | Marilyn F. O'Grady - 43,2%                                     | Tim Derham (V) - 0,5%                                                                          | Carolyn McCarthy (D)           |
| New York             | 5         | Gary Ackerman (D)              | Gary Ackerman - 92,3%                                                  | -                                                              | Perry Reich - 7,7%                                                                             | Gary Ackerman (D)              |
| New York             | 6         | Gregory Meeks (D)              | Gregory Meeks - 96,5%                                                  | -                                                              | Rey Clarke - 3,5%                                                                              | Gregory Meeks (D)              |
| New York             | 7         | Joseph Crowley (D)             | Joe Crowley - 73,3%                                                    | Kevin Brawley - 26,7%                                          |                                                                                                | Joe Crowley (D)                |
| New York             | 8         | Jerry Nadler (D)               | Jerry Nadler - 76,1%                                                   | Jim Farrin - 18,5%                                             | Alan Jay Gerber - 3,2% Dan Wentzel (V) - 1,8% Joseph Dobrian (L) - 0,5%                        | Jerry Nadler (D)               |
| New York             | 9         | Anthony Weiner (D)             | Anthony Weiner - 65,7%                                                 | Alfred F. Donohue Jr. - 34,3%                                  |                                                                                                | Anthony Weiner (D)             |
| New York             | 10        | Edolphus Towns (D)             | Edolphus Towns - 97,8%                                                 | Herbert F. Ryan - 2,2%                                         |                                                                                                | Edolphus Towns (D)             |
| New York             | 11        | Major Owens (D)                | Major Owens - 86,6%                                                    | Susan Cleary - 12,6%                                           | Alice Gaffney (C) - 0,9%                                                                       | Major Owens (D)                |
| New York             | 12        | Nydia Velázquez (D)            | Nydia Velázquez - 95,8%                                                | Cesar Estevez - 4,2%                                           |                                                                                                | Nydia Velázquez (D)            |
| New York             | 13        | Vito Fossella (R)              | Arne Mattsson - 38,3%                                                  | Vito Fossella - 69,7%                                          | Anita Lerman - 1,4% Henry Bardel (V) - 0,7%                                                    | Vito Fossella (R)              |
| New York             | 14        | Carolyn B. Maloney (D)         | Carolyn Maloney - 75,3%                                                | Anton Srdanovic - 24,7%                                        |                                                                                                | Carolyn Maloney (D)            |
| New York             | 15        | Charles Rangel (D)             | Charles Rangel - 88,4%                                                 | Jessie A. Fields - 11,6%                                       |                                                                                                | Charles Rangel (D)             |
| New York             | 16        | José Serrano (D)               | José Serrano - 92,1%                                                   | Frank Della Valle - 7,9%                                       |                                                                                                | José Serrano (D)               |
| New York             | 17        | Eliot Engel (D)                | Eliot Engel - 62,6%                                                    | Scott Vanderhoef - 34,4%                                       | Arthur Gallagher - 1,0% Elizabeth Shanklin (V) - 1,4%                                          | Eliot Engel (D)                |
| New York             | 18        | Nita Lowey (D)                 | Nita Lowey - 92,0%                                                     | -                                                              | Michael J. Reynolds - 8,0%                                                                     | Nita Lowey (D)                 |
| New York             | 19        | Sue Kelly (R)                  | Janine Selendy - 26,0%                                                 | Sue Kelly - 70,0%                                              | Christine Tighe - 2,5% Jonathan Wright (V) - 1,5%                                              | Sue Kelly (R)                  |
| New York             | 20        | John E. Sweeney (R)            | Frank Stoppenbach - 24,0%                                              | John E. Sweeney - 73,3%                                        | Margaret Lewis (V) - 2,8%                                                                      | John E. Sweeney (R)            |
| New York             | 21        | Michael McNulty (D)            | Michael McNulty - 75,1%                                                | Charles Rosenstein - 24,9%                                     |                                                                                                | Michael McNulty (D)            |
| New York             | 22        | Maurice Hinchey (D)            | Maurice Hinchey - 64,2%                                                | Eric Hall - 32,9%                                              | Steven Greenfield (V) - 1,5% Paul Laux - 1,4%                                                  | Maurice Hinchey (D)            |
| New York             | 23        | John McHugh (R)                | -                                                                      | John McHugh                                                    |                                                                                                | John McHugh (R)                |
| New York             | 24        | Sherwood Boehlert (R)          | -                                                                      | Sherwood Boehlert - 70,7%                                      | David L. Walrath (C) - 21,6% Mark Dunau (V) - 4,4% Kathleen Peters - 3,3%                      | Sherwood Boehlert (R)          |
| New York             | 25        | James T. Walsh (R)             | Stephanie Aldersley - 26,6%                                            | James T. Walsh - 72,2%                                         | Francis Gavin (V) - 1,1%                                                                       | James T. Walsh (R)             |
| New York             | 26        | Thomas M. Reynolds (R)         | Ayesha Nariman - 22,4%                                                 | Thomas M. Reynolds - 73,6%                                     | Shawn Harris - 2,2% Paul Fallon (V) - 1,7%                                                     | Thomas M. Reynolds (R)         |
| New York             | 27        | Jack Quinn (R)                 | Peter Crotty - 27,5%                                                   | Jack Quinn - 69,1%                                             | Thomas Casey - 2,1% Albert LaBruna (V) - 1,4%                                                  | Jack Quinn (R)                 |
| New York             | 28        | Louise Slaughter (D)           | Louise Slaughter - 62,5%                                               | Henry Wojtaszek - 37,5%                                        |                                                                                                | Louise Slaughter (D)           |
| New York             | 29        | Amo Houghton (R)               | Kisun Peters - 21,3%                                                   | Amo Houghton - 73,1%                                           | Wendy Johnson - 3,3% Rachel Treichler (V) - 2,3%                                               | Amo Houghton (R)               |
| Nuovo Messico        | 1         | Heather Wilson (R)             | Richard Romero - 44,7%                                                 | Heather Wilson - 53,3%                                         |                                                                                                | Heather Wilson (R)             |
| Nuovo Messico        | 2         | Joe Skeen (R)                  | John Arthur Smith - 43,7%                                              | Steve Pearce - 56,2%                                           |                                                                                                | Steve Pearce (R)               |
| Nuovo Messico        | 3         | Tom Udall (D)                  | Tom Udall                                                              | -                                                              |                                                                                                | Tom Udall (D)                  |
| Ohio                 | 1         | Steve Chabot (R)               | Greg Harris - 35,2%                                                    | Steve Chabot - 64,8%                                           |                                                                                                | Steve Chabot (R)               |
| Ohio                 | 2         | Rob Portman (R)                | Charles W. Sanders - 25,9%                                             | Rob Portman - 74,1%                                            |                                                                                                | Rob Portman (R)                |
| Ohio                 | 3         | Tony Hall (D)                  | Richard Carne - 41,2%                                                  | Mike Turner - 58,8%                                            |                                                                                                | Mike Turner (R)                |
| Ohio                 | 4         | Mike Oxley (R)                 | Jim Clark - 32,5%                                                      | Mike Oxley - 67,5%                                             |                                                                                                | Mike Oxley (R)                 |
| Ohio                 | 5         | Paul Gillmor (R)               | Roger C. Anderson - 27,6%                                              | Paul Gillmor - 67,1%                                           | John Green (I) - 5,3%                                                                          | Paul Gillmor (R)               |
| Ohio                 | 6         | Ted Strickland (D)             | Ted Strickland - 59,5%                                                 | Mike Halleck - 40,5%                                           |                                                                                                | Ted Strickland (D)             |
| Ohio                 | 7         | Dave Hobson (R)                | Kara Anastasio - 27,2%                                                 | Dave Hobson - 67,6%                                            | Frank Doden (I) - 5,2%                                                                         | Dave Hobson (R)                |
| Ohio                 | 8         | John Boehner (R)               | Jeff Hardenbrook - 29,2%                                               | John Boehner - 70,8%                                           |                                                                                                | Warren Davidson (R)            |
| Ohio                 | 9         | Marcy Kaptur (D)               | Marcy Kaptur - 74,0%                                                   | Ed Emery - 26,0%                                               |                                                                                                | Marcy Kaptur (D)               |
| Ohio                 | 10        | Dennis Kucinich (D)            | Dennis Kucinich - 74,1%                                                | Jon Heben - 23,8%                                              | Judy Locy (I) - 2,1%                                                                           | Dennis Kucinich (D)            |
| Ohio                 | 11        | Stephanie Tubbs Jones (D)      | Stephanie Tubbs Jones - 76,3%                                          | Patrick Pappano - 23,7%                                        |                                                                                                | Stephanie Tubbs Jones (D)      |
| Ohio                 | 12        | Pat Tiberi (R)                 | Edward S. Brown - 35,6%                                                | Pat Tiberi - 63,4%                                             |                                                                                                | Pat Tiberi (R)                 |
| Ohio                 | 13        | Sherrod Brown (D)              | Sherrod Brown - 69,0%                                                  | Ed Oliveros - 31,0%                                            |                                                                                                | Sherrod Brown (D)              |
| Ohio                 | 14        | Steve LaTourette (R)           | Dale Virgil Blanchard - 27,8%                                          | Steve LaTourette - 72,1%                                       |                                                                                                | Steve LaTourette (R)           |
| Ohio                 | 15        | Deborah Pryce (R)              | Mark P. Brown - 33,4%                                                  | Deborah Pryce - 66,6%                                          |                                                                                                | Deborah Pryce (R)              |
| Ohio                 | 16        | Ralph Regula (R)               | Jim Rice - 31,1%                                                       | Ralph Regula - 68,9%                                           |                                                                                                | Ralph Regula (R)               |
| Ohio                 | 17        | Thomas C. Sawyer (D)           | Tim Ryan - 51,1%                                                       | Ann Benjamin - 33,7%                                           | James Traficant (I) - 15,2%                                                                    | Tim Ryan (D)                   |
| Ohio                 | 18        | Bob Ney (R)                    | -                                                                      | Bob Ney                                                        |                                                                                                | Bob Ney (R)                    |
| Oklahoma             | 1         | John Alfred Sullivan (R)       | Doug Dodd - 42,2%                                                      | John Alfred Sullivan - 55,6%                                   | Joe Cristiano (I) - 2,2%                                                                       | John Alfred Sullivan (R)       |
| Oklahoma             | 2         | Brad Carson (D)                | Dan Boren - 74,1%                                                      | Kent Pharaoh - 25,9%                                           |                                                                                                | Dan Boren (D)                  |
| Oklahoma             | 3         | Frank Lucas (R)                | Robert T. Murphy - 24,4%                                               | Frank Lucas - 75,6%                                            |                                                                                                | Frank Lucas (R)                |
| Oklahoma             | 4         | J. C. Watts (R)                | Darryl Roberts - 41,2%                                                 | Tom Cole - 53,8%                                               |                                                                                                | Tom Cole (R)                   |
| Oklahoma             | 5         | Ernest Istook (R)              | Lou Barlow - 32,4%                                                     | Ernest Istook - 62,2%                                          | Donna C. Davis (I) - 5,4%                                                                      | Ernest Istook (R)              |
| Oregon               | 1         | David Wu (D)                   | David Wu - 62,7%                                                       | Jim Greenfield - 34,0%                                         | Beth A. King (L) - 3,2%                                                                        | David Wu (D)                   |
| Oregon               | 2         | Greg Walden (R)                | Peter Buckley - 25,8%                                                  | Greg Walden - 71,9%                                            | Mike Wood (L) - 2,2%                                                                           | Greg Walden (R)                |
| Oregon               | 3         | Earl Blumenauer (D)            | Earl Blumenauer - 66,8%                                                | Sarah Seale - 26,7%                                            | Walt Brown (S) - 2,8% David Brownlow (C) - 2,5% Kevin Jones (L) - 2,0%                         | Earl Blumenauer (D)            |
| Oregon               | 4         | Peter DeFazio (D)              | Peter DeFazio - 63,8%                                                  | Liz VanLeeuwen - 34,4%                                         | Chris Bigelow (L) - 1,8%                                                                       | Peter DeFazio (D)              |
| Oregon               | 5         | Darlene Hooley (D)             | Darlene Hooley - 54,8%                                                 | Brian Boquist - 45,2%                                          |                                                                                                | Darlene Hooley (D)             |
| Pennsylvania         | 1         | Bob Brady (D)                  | Bob Brady - 86,4%                                                      | Marie Delany - 12,5%                                           | Mike Ewall (V) - 1,1%                                                                          | Bob Brady (D)                  |
| Pennsylvania         | 2         | Chaka Fattah (D)               | Chaka Fattah - 87,8%                                                   | Thomas Dougherty - 12,2%                                       |                                                                                                | Chaka Fattah (D)               |
| Pennsylvania         | 3         | Phil English (R)               | AnnDrea Benson - 22,3%                                                 | Phil English - 77,7%                                           |                                                                                                | Phil English (R)               |
| Pennsylvania         | 4         | Melissa Hart (R)               | Stevan Drobac - 35,4%                                                  | Melissa Hart - 64,6%                                           |                                                                                                | Melissa Hart (R)               |
| Pennsylvania         | 5         | John E. Peterson (R)           | -                                                                      | John E. Peterson - 87,2%                                       | Thomas A. Martin (L) - 12,6%                                                                   | John E. Peterson (R)           |
| Pennsylvania         | 6         | Nessuno                        | Dan Wofford - 48,6%                                                    | Jim Gerlach - 51,4%                                            |                                                                                                | Jim Gerlach (R)                |
| Pennsylvania         | 7         | Curt Weldon (R)                | Peter Lennon - 33,9%                                                   | Curt Weldon - 66,1%                                            |                                                                                                | Curt Weldon (R)                |
| Pennsylvania         | 8         | James C. Greenwood (R)         | Timothy Reece - 37,4%                                                  | James C. Greenwood - 62,6%                                     |                                                                                                | James C. Greenwood (R)         |
| Pennsylvania         | 9         | Bill Shuster (R)               | Paul Politis - 28,9%                                                   | Bill Shuster - 71,0%                                           |                                                                                                | Bill Shuster (R)               |
| Pennsylvania         | 10        | Don Sherwood (R)               | Don Sherwood - 92,7%                                                   | -                                                              | Kurt Shotko (V) - 7,0%                                                                         | Don Sherwood (R)               |
| Pennsylvania         | 11        | Paul Kanjorski (D)             | Paul Kanjorski - 55,6%                                                 | Lou Barletta - 42,4%                                           | Tom McLaughlin - 2,0%                                                                          | Paul Kanjorski (D)             |
| Pennsylvania         | 12        | John Murtha (D)                | John Murtha - 73,5%                                                    | Bill Choby - 26,5%                                             |                                                                                                | John Murtha (D)                |
| Pennsylvania         | 13        | Joe Hoeffel (D)                | Joe Hoeffel - 51,0%                                                    | Melissa Brown - 47,3%                                          | John McDermott (C) - 1,7%                                                                      | Joe Hoeffel (D)                |
| Pennsylvania         | 14        | Mike Doyle (D)                 | Mike Doyle                                                             | -                                                              |                                                                                                | Mike Doyle (D)                 |
| Pennsylvania         | 15        | Pat Toomey (R)                 | Ed O'Brien - 42,6%                                                     | Pat Toomey - 57,4%                                             |                                                                                                | Pat Toomey (R)                 |
| Pennsylvania         | 16        | Joe Pitts (R)                  | -                                                                      | Joe Pitts - 88,5%                                              | Will Todd (V) - 6,5% Kenneth Brenneman (C) - 5,0%                                              | Joe Pitts (R)                  |
| Pennsylvania         | 17        | Tim Holden (D)                 | Tim Holden - 51,4%                                                     | George Gekas - 48,6%                                           |                                                                                                | Tim Holden (D)                 |
| Pennsylvania         | 18        | Nessuno                        | Jack Machek - 39,8%                                                    | Tim Murphy - 60,2%                                             |                                                                                                | Tim Murphy (R)                 |
| Pennsylvania         | 19        | Todd Platts (R)                | -                                                                      | Todd Platts - 91,1%                                            | Ben Price (V) - 5,0% Kenneth Brenneman (L) - 3,8%                                              | Todd Platts (R)                |
| Rhode Island         | 1         | Patrick Kennedy (D)            | Patrick Kennedy - 59,9%                                                | David W. Rogers - 37,3%                                        | Frank Carter (L) - 2,7%                                                                        | Patrick Kennedy (D)            |
| Rhode Island         | 2         | James Langevin (D)             | James Langevin - 76,3%                                                 | John Matson - 22,3%                                            | Dorman Hayes (I) - 1,4%                                                                        | James Langevin (D)             |
| Tennessee            | 1         | Bill Jenkins (R)               | -                                                                      | Bill Jenkins                                                   |                                                                                                | Bill Jenkins (R)               |
| Tennessee            | 2         | Jimmy Duncan (R)               | John Greene - 19,9%                                                    | Jimmy Duncan - 78,9%                                           | Joshua Williamson (I) - 0,6% George Njezic (I) - 0,5%                                          | Jimmy Duncan (R)               |
| Tennessee            | 3         | Zach Wamp (R)                  | John Wolfe - 33,8%                                                     | Zach Wamp - 64,5%                                              | William Bolen (I) - 1,0% Timothy Sevier (I) - 0,5%                                             | Zach Wamp (R)                  |
| Tennessee            | 4         | Van Hilleary (R)               | Lincoln Davis - 52,1%                                                  | Janice Bowling - 46,5%                                         | Altri (I) - 1,4%                                                                               | Lincoln Davis (D)              |
| Tennessee            | 5         | Bob Clement (D)                | Jim Cooper - 63,7%                                                     | Robert Duvall - 33,3%                                          | John Jay Hooker (I) - 1,8% Altri (I) - 1,2%                                                    | Jim Cooper (D)                 |
| Tennessee            | 6         | Bart Gordon (D)                | Bart Gordon - 65,9%                                                    | Robert Garrison - 32,3%                                        | Patrick Lyons (I) - 1,7%                                                                       | Bart Gordon (D)                |
| Tennessee            | 7         | Ed Bryant (R)                  | Tim Barron - 26,5%                                                     | Marsha Blackburn - 70,7%                                       | Rick Patterson (I) - 2,8%                                                                      | Marsha Blackburn (R)           |
| Tennessee            | 8         | John Tanner (D)                | John Tanner - 70,1%                                                    | Mat McClain - 27,3%                                            | James L. Hart (I) - 2,6%                                                                       | John Tanner (D)                |
| Tennessee            | 9         | Harold Ford (D)                | Harold Ford - 83,8%                                                    | -                                                              | Tony Rush (I) - 16,1%                                                                          | Harold Ford (D)                |
| Texas                | 1         | Max Sandlin (D)                | Max Sandlin - 56,5%                                                    | John Lawrence - 43,5%                                          |                                                                                                | Max Sandlin (D)                |
| Texas                | 2         | Jim Turner (D)                 | Jim Turner - 60,9%                                                     | Van Brookshire - 38,2%                                         | Peter Beach (L) - 1,0%                                                                         | Jim Turner (D)                 |
| Texas                | 3         | Sam Johnson (R)                | Manny Molera - 24,3%                                                   | Sam Johnson - 74,0%                                            | John E. Davis (L) - 1,7%                                                                       | Sam Johnson (R)                |
| Texas                | 4         | Ralph Hall (R)                 | John Graves - 40,4%                                                    | Ralph Hall - 57,8%                                             | Barbara Robinson (L) - 1,8%                                                                    | Ralph Hall (R)                 |
| Texas                | 5         | Nessuno                        | Ron Chapman - 40,3%                                                    | Jeb Hensarling - 58,2%                                         | Dan Michalski (L) - 0,9% Thomas Kemper (V) - 0,6%                                              | Jeb Hensarling (R)             |
| Texas                | 6         | Joe Barton (R)                 | Felix Alvarado - 27,7%                                                 | Joe Barton - 70,4%                                             | Frank Brady (L) - 1,2% B. J. Armstrong (V) - 0,6%                                              | Joe Barton (R)                 |
| Texas                | 7         | John Culberson (R)             | -                                                                      | John Culberson - 89,2%                                         | Drew P. Parks (L) - 10,8%                                                                      | John Culberson (R)             |
| Texas                | 8         | Kevin Brady (R)                | -                                                                      | Kevin Brady - 93,1%                                            | Gil Guillory (L) - 6,9%                                                                        | Kevin Brady (R)                |
| Texas                | 9         | Nick Lampson (D)               | Nick Lampson - 58,6%                                                   | Paul Williams - 40,3%                                          | Dean L. Tucker (L) - 1,1%                                                                      | Nick Lampson (D)               |
| Texas                | 10        | Lloyd Doggett (D)              | Lloyd Doggett - 83,4%                                                  | -                                                              | Michele Messina (L) - 15,6%                                                                    | Lloyd Doggett (D)              |
| Texas                | 11        | Chet Edwards (D)               | Chet Edwards - 51,6%                                                   | Ramsey Farley - 47,1%                                          | Andrew Paul Farris (L) - 1,3%                                                                  | Chet Edwards (D)               |
| Texas                | 12        | Kay Granger (R)                | -                                                                      | Kay Granger - 91,9%                                            | Edward A. Hanson (L) - 8,1%                                                                    | Kay Granger (R)                |
| Texas                | 13        | Mac Thornberry (R)             | Zane Reese - 20,7%                                                     | Mac Thornberry - 78,3%                                         |                                                                                                | Mac Thornberry (R)             |
| Texas                | 14        | Ron Paul (R)                   | Corby Windham - 31,9%                                                  | Ron Paul - 68,1%                                               |                                                                                                | Ron Paul (R)                   |
| Texas                | 15        | Rubén Hinojosa (D)             | Rubén Hinojosa                                                         | -                                                              |                                                                                                | Rubén Hinojosa (D)             |
| Texas                | 16        | Silvestre Reyes (D)            | Silvestre Reyes                                                        | -                                                              |                                                                                                | Silvestre Reyes (D)            |
| Texas                | 17        | Charles Stenholm (D)           | Charles Stenholm - 51,4%                                               | Rob Beckham - 47,4%                                            | Fred Jones (L) - 1,3%                                                                          | Charles Stenholm (D)           |
| Texas                | 18        | Sheila Jackson Lee (D)         | Sheila Jackson Lee - 76,9%                                             | Phillip Abbott - 21,7%                                         | Brent Sullivan (L) - 1,4%                                                                      | Sheila Jackson Lee (D)         |
| Texas                | 19        | Larry Combest (R)              | -                                                                      | Larry Combest - 91,6%                                          | Larry Johnson (L) - 8,4%                                                                       | Larry Combest (R)              |
| Texas                | 20        | Charlie González (D)           | Charlie González                                                       | -                                                              |                                                                                                | Charlie González (D)           |
| Texas                | 21        | Lamar Smith (R)                | John Courage - 25,3%                                                   | Lamar Smith - 72,9%                                            | D. G. Roberts (L) - 1,8%                                                                       | Lamar Smith (R)                |
| Texas                | 22        | Tom DeLay (R)                  | Tim Riley - 35,0%                                                      | Tom DeLay - 63,2%                                              | Jerry LaFleur (L) - 1,0% Joel West (V) - 0,8%                                                  | Tom DeLay (R)                  |
| Texas                | 23        | Henry Bonilla (R)              | Henry Cuellar - 47,2%                                                  | Henry Bonilla - 51,5%                                          | Jeffrey C. Blunt (L) - 0,7% Ed Scharf (V) - 0,5%                                               | Henry Bonilla (R)              |
| Texas                | 24        | Martin Frost (D)               | Martin Frost - 64,7%                                                   | Mike Rivera Ortega - 34,0%                                     | Ken Ashby (L) - 1,4%                                                                           | Martin Frost (D)               |
| Texas                | 25        | Ken Bentsen (D)                | Chris Bell - 54,8%                                                     | Tom Reiser - 43,1%                                             | George Reiter (V) - 1,2% Guy McLendon (L) - 0,9%                                               | Chris Bell (D)                 |
| Texas                | 26        | Dick Armey (R)                 | Paul LeBon - 22,8%                                                     | Michael Burgess - 74,8%                                        | David Croft (L) - 1,4% Gary R. Page (V) - 1,0%                                                 | Michael Burgess (R)            |
| Texas                | 27        | Solomon Ortiz (D)              | Solomon Ortiz - 61,1%                                                  | Pat Ahumada - 36,5%                                            | Christopher J. Claytor (L) - 2,4%                                                              | Solomon Ortiz (D)              |
| Texas                | 28        | Ciro Rodriguez (D)             | Ciro Rodriguez - 71,1%                                                 | Gabriel Perales - 26,9%                                        | William Stallknecht (I) - 2,1%                                                                 | Ciro Rodriguez (D)             |
| Texas                | 29        | Gene Green (D)                 | Gene Green - 95,2%                                                     | -                                                              | Joe Vu (L) - 4,8%                                                                              | Gene Green (D)                 |
| Texas                | 30        | Eddie Bernice Johnson (D)      | Eddie Bernice Johnson - 74,3%                                          | Ron Bush - 24,2%                                               | Lance Flores (L) - 1,6%                                                                        | Eddie Bernice Johnson (D)      |
| Texas                | 31        | Nessuno                        | David Bagley - 27,4%                                                   | John Carter - 69,1%                                            | Clark Simmons (L) - 1,3% John S. Petersen (V) - 1,2% R. C. Crawford (I) - 1,1%                 | John Carter (R)                |
| Texas                | 32        | Pete Sessions (R)              | Pauline Dixon - 30,4%                                                  | Pete Sessions - 67,8%                                          | Steve Martin (L) - 1,1% Carla Hubbel (V) - 0,8%                                                | Pete Sessions (R)              |
| Utah                 | 1         | James V. Hansen (R)            | Dave Thomas - 36,8%                                                    | Rob Bishop - 60,7%                                             | Craig Axford (V) - 2,2%                                                                        | Rob Bishop (R)                 |
| Utah                 | 2         | Jim Matheson (D)               | Jim Matheson - 49,4%                                                   | John Swallow - 48,7%                                           | Patrick Diehl (V) - 1,2% Ron Copier (L) - 0,7%                                                 | Jim Matheson (D)               |
| Utah                 | 3         | Chris Cannon (R)               | Matt Throckmorton - 29,0%                                              | Chris Cannon - 67,4%                                           | Kitty Burton (L) - 3,6%                                                                        | Chris Cannon (R)               |
| Vermont              | Unico     | Bernie Sanders (I)             | -                                                                      | Bill Meub - 32,3%                                              | Bernie Sanders (I) - 64,3% Jane Newton - 1,4% Fawn Skinner - 1,0% Daniel Krymkowski (L) - 0,9% | Bernie Sanders (I)             |
| Virginia             | 1         | Jo Ann Davis (R)               | -                                                                      | Jo Ann Davis                                                   |                                                                                                | Jo Ann Davis (R)               |
| Virginia             | 2         | Ed Schrock (R)                 | D. C. Amarasinghe - 16,5%                                              | Ed Schrock - 83,2%                                             |                                                                                                | Ed Schrock (R)                 |
| Virginia             | 3         | Bobby Scott (D)                | Bobby Scott                                                            | -                                                              |                                                                                                | Bobby Scott (D)                |
| Virginia             | 4         | Randy Forbes (R)               | -                                                                      | Randy Forbes                                                   |                                                                                                | Randy Forbes (R)               |
| Virginia             | 5         | Virgil Goode (R)               | Meredith Richards - 36,5%                                              | Virgil Goode - 63,5%                                           |                                                                                                | Virgil Goode (R)               |
| Virginia             | 6         | Bob Goodlatte (R)              | -                                                                      | Bob Goodlatte                                                  |                                                                                                | Bob Goodlatte (R)              |
| Virginia             | 7         | Eric Cantor (R)                | Ben Jones - 30,5%                                                      | Eric Cantor - 69,5%                                            |                                                                                                | Eric Cantor (R)                |
| Virginia             | 8         | Jim Moran (D)                  | Jim Moran - 59,8%                                                      | Scott Tate - 37,3%                                             | Ronald Crickenberger (I) - 2,7%                                                                | Jim Moran (D)                  |
| Virginia             | 9         | Rick Boucher (D)               | Rick Boucher - 65,8%                                                   | Jay Katzen - 34,2%                                             |                                                                                                | Rick Boucher (D)               |
| Virginia             | 10        | Frank Wolf (R)                 | John B. Stevens Jr. - 28,1%                                            | Frank Wolf - 71,7%                                             |                                                                                                | Frank Wolf (R)                 |
| Virginia             | 11        | Thomas M. Davis (R)            | -                                                                      | Thomas M. Davis - 82,9%                                        | Frank Creel (C) - 16,5%                                                                        | Thomas M. Davis (R)            |
| Virginia Occidentale | 1         | Alan Mollohan (D)              | Alan Mollohan                                                          | -                                                              |                                                                                                | Alan Mollohan (D)              |
| Virginia Occidentale | 2         | Shelley Moore Capito (R)       | Jim Humphreys - 40,0%                                                  | Shelley Moore Capito - 60,0%                                   |                                                                                                | Shelley Moore Capito (R)       |
| Virginia Occidentale | 3         | Nick Rahall (D)                | Nick Rahall - 70,2%                                                    | Paul Chapman - 29,8%                                           |                                                                                                | Nick Rahall (D)                |
| Washington           | 1         | Jay Inslee (D)                 | Jay Inslee - 55,6%                                                     | Joe Marine - 41,3%                                             | Mark B. Wilson (L) - 3,1%                                                                      | Jay Inslee (D)                 |
| Washington           | 2         | Rick Larsen (D)                | Rick Larsen - 50,1%                                                    | Norma Smith - 45,8%                                            | Bruce Guthrie (L) - 2,1% Bern Haggerty (V) - 2,0%                                              | Rick Larsen (D)                |
| Washington           | 3         | Brian Baird (D)                | Brian Baird - 61,8%                                                    | Joseph Zarelli - 38,3%                                         |                                                                                                | Brian Baird (D)                |
| Washington           | 4         | Doc Hastings (R)               | Craig Mason - 33,1%                                                    | Doc Hastings - 66,9%                                           |                                                                                                | Doc Hastings (R)               |
| Washington           | 5         | George Nethercutt (R)          | Bart Haggin - 32,2%                                                    | George Nethercutt - 62,7%                                      | Rob Chase (L) - 5,1%                                                                           | George Nethercutt (R)          |
| Washington           | 6         | Norm Dicks (D)                 | Norm Dicks - 64,2%                                                     | Bob Lawrence - 31,4%                                           | John A. Bennett (L) - 4,5%                                                                     | Norm Dicks (D)                 |
| Washington           | 7         | Jim McDermott (D)              | Jim McDermott - 74,1%                                                  | Carol Thorne Cassady - 21,9%                                   | Stan Lippmann (L) - 4,0%                                                                       | Jim McDermott (D)              |
| Washington           | 8         | Jennifer Dunn (R)              | Heidi Behrens-Benedict - 37,3%                                         | Jennifer Dunn - 59,8%                                          | Mark Taff (L) - 2,8%                                                                           | Jennifer Dunn (R)              |
| Washington           | 9         | Adam Smith (D)                 | Adam Smith - 58,5%                                                     | Sarah Casada - 38,6%                                           | J. Mills (L) - 2,9%                                                                            | Adam Smith (D)                 |
| Wisconsin            | 1         | Paul Ryan (R)                  | Jeffrey C. Thomas - 30,6%                                              | Paul Ryan - 67,2%                                              | George Meyers (L) - 2,1%                                                                       | Paul Ryan (R)                  |
| Wisconsin            | 2         | Tammy Baldwin (D)              | Tammy Baldwin - 66,0%                                                  | Ron Greer - 33,8%                                              |                                                                                                | Tammy Baldwin (D)              |
| Wisconsin            | 3         | Ron Kind (D)                   | Ron Kind - 62,8%                                                       | Bill Arndt - 33,5%                                             | George Meyers (L) - 3,2%                                                                       | Ron Kind (D)                   |
| Wisconsin            | 4         | Jerry Kleczka (D)              | Jerry Kleczka - 86,3%                                                  |                                                                | Brian Verdin (C) - 13,0%                                                                       | Jerry Kleczka (D)              |
| Wisconsin            | 5         | Jim Sensenbrenner (R)          | -                                                                      | Jim Sensenbrenner - 86,1%                                      | Robert R. Raymond (I) - 13,3%                                                                  | Jim Sensenbrenner (R)          |
| Wisconsin            | 6         | Tom Petri (R)                  | -                                                                      | Tom Petri                                                      |                                                                                                | Tom Petri (R)                  |
| Wisconsin            | 7         | Dave Obey (D)                  | Dave Obey - 64,2%                                                      | Joe Rothbauer - 35,8%                                          |                                                                                                | Dave Obey (D)                  |
| Wisconsin            | 8         | Mark Andrew Green (R)          | Andrew Becker - 23,9%                                                  | Mark Andrew Green - 72,6%                                      | Dick Kaiser (V) - 3,5%                                                                         | Mark Andrew Green (R)          |
| Wyoming              | Unico     | Barbara Cubin (R)              | Ron Akin - 36,2%                                                       | Barbara Cubin - 60,5%                                          | Lewis Stock (L) - 3,3%                                                                         | Barbara Cubin (R)              |